# Sofía
Sofía (en búlgaro: София, Sófia [ˈsɔfijɐ]) es la capital y la ciudad más grande de Bulgaria. Con una población de 1 269 384 habitantes en 2018, se trata de la 14.ª mayor ciudad de la Unión Europea, donde ingresó en enero del 2007, y alrededor de 1 380 406 en su área metropolitana, la provincia de Sofía-Ciudad. Se encuentra situada en el centro de la península balcánica, en el oeste de Bulgaria, rodeada por el monte Vitosha al sur, el monte Lyulin al oeste y los montes Balcanes al norte. Su superficie total es 492 km² y su promedio de altitud es de 600 m sobre el nivel del mar, lo que la convierte en la cuarta capital más alta de Europa.[cita requerida]
Una de las capitales más antiguas de Europa, la historia de Sofía se remonta al siglo VIII a. C., cuando los tracios establecieron un asentamiento en la zona. Sofía ha tenido varios nombres en los diferentes periodos de su existencia, pero adoptó, finalmente, el nombre de Sofía, gracias a la Iglesia de Hagia Sofía, una de las más antiguas de la ciudad, en homenaje nacional a las Santas Mártires de Sofía. El Día de Sofía se celebra el 17 de septiembre, y el 4 de enero la ciudad celebra que en 1878 fue liberada de la dominación otomana por el Ejército Imperial Ruso. Sofía fue declarada capital de 3 de abril de 1879 como antiguo pueblo búlgaro, lejos de la frontera con Turquía, y fue bombardeada intensamente durante la Segunda Guerra Mundial por los Aliados.
Sofía es el centro administrativo, económico, cultural, de transporte y educativo del país, donde se concentra la sexta parte de la producción industrial de Bulgaria. La ciudad es, también, un importante centro religioso, ya que Sofía es la sede de la Iglesia ortodoxa búlgara y cuenta con la catedral de Alejandro Nevski, una de las catedrales más grandes del mundo ortodoxo. En Sofía se encuentra la Academia de Ciencias de Bulgaria, varias universidades e instituciones culturales como la Galería de Arte Nacional de Bulgaria, el Museo Arqueológico Nacional, el Museo Nacional de Historia, el Ballet y Ópera Nacional o el Palacio Nacional de la Cultura, entre otros. La arquitectura de los diferentes pueblos que dominaron Sofía es un ejemplo de la milenaria historia de la ciudad, con edificios de estilo otomano, ruso ortodoxo o de su período socialista.

## Toponimia
El nombre Serdica o Sardica (en griego: Σερδική, Σαρδική) fue muy popular en las fuentes latinas, griegas antiguas y griegas bizantinas de la Antigüedad y la Edad Media, que se relacionó con la tribu local celta de los serdi. El nombre fue utilizado por última vez en el siglo XIX en un texto en búlgaro, El servicio y la hagiografía de San Jorge, el nuevo de Sofía: ВЪ САРДАКІИ.
Otro de los nombres de Sofía, Triaditsa (Τριάδιτζα), fue mencionado en fuentes medievales griegas. El nombre búlgaro de Sredets (СРѢДЄЦЪ) está relacionado con среда o sreda («centro»), apareció por primera vez en la Visión de Daniel del siglo XI y fue ampliamente utilizado en la Edad Media.
El actual nombre de Sofía fue utilizado por primera vez en el mapa de Vitosha del siglo XIV del zar búlgaro Iván Shishman o en las notas de un comerciante raguseo de 1376, que se refiere a la famosa iglesia de Hagia Sofía, una antigua iglesia en la ciudad que fue nombrada con el concepto cristiano de la Santa Sabiduría. Aunque Sredets se mantuvo en uso hasta finales del siglo XVIII, Sofía gradualmente superó el nombre eslavo en popularidad. Durante el dominio otomano fue llamada Sofía por los conquistadores turcos de Bulgaria.
En búlgaro, la sílaba tónica se encuentra en la primera 'o', a diferencia de en otros idiomas en los que se encuentra en la 'i'. En cambio, en el nombre propio femenino búlgaro Sofía (en búlgaro: София) la sílaba tónica se encuentra en la 'i'.

## Historia

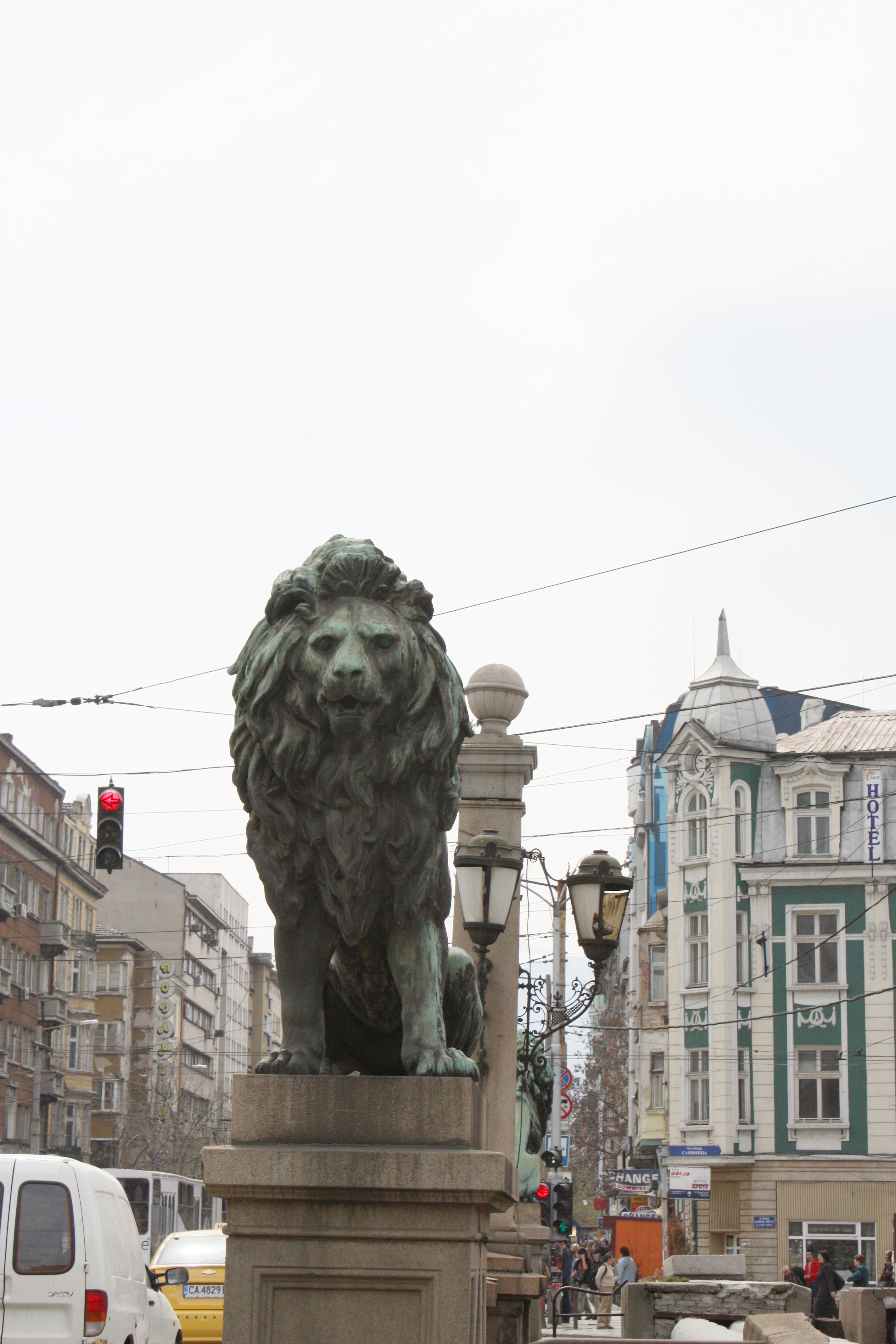
Puente de los leones.

### Antigüedad
Sofía fue originalmente un asentamiento tracio llamado Serdica o Sardica, posiblemente el nombre de la tribu celta Serdi. Durante un corto período durante el siglo IV a. C., la ciudad fue gobernada por Filipo II de Macedonia y su hijo Alejandro Magno. Alrededor del año 29 a. C., Serdica fue conquistada por los romanos. Se convirtió en municipio o centro de la región administrativa durante el reinado del emperador Trajano (98-117) y pasó a llamarse Ulpia Serdica. Parece que la primera mención escrita de Serdica fue hecha por Claudio Ptolomeo (alrededor de 100 d. C.).

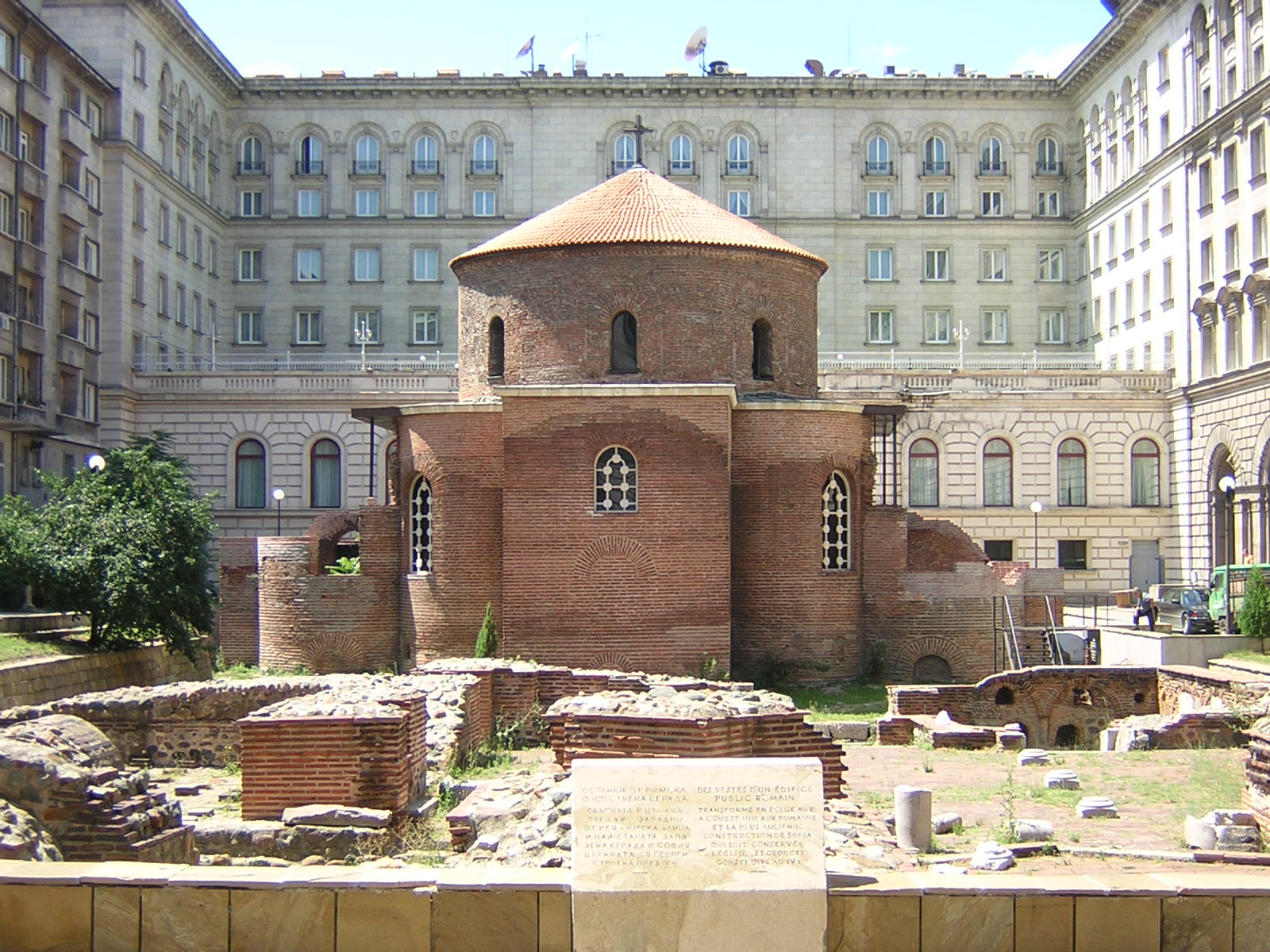
La Iglesia de San Jorge se encuentra entre los templos cristianos más antiguos de la Península Balcánica, data del.

Serdica (Sárdica) se expandió con torres, muros, baños públicos, edificios administrativos y de culto, una basílica, un anfiteatro, el Ayuntamiento (Boulé), un gran foro, un gran circo (teatro).
En el siglo II, era el centro administrativo romano de Mesia. En el siglo III, fue la capital de Dacia Aureliana, y cuando el emperador Diocleciano dividió la provincia de Dacia en Dacia Ripensis (a orillas del Danubio) y Dacia mediterránea, Serdica se convirtió en la capital de esta última. La ciudad se expandió posteriormente durante un siglo y medio, se convirtió en un importante centro político y económico, se convirtió en una de las primeras ciudades romanas donde el cristianismo fue reconocido como religión oficial (bajo Galerio). En 343 d. C., el Concilio de Sárdica se celebró en la ciudad, en una iglesia situada en el lugar donde fue construida más tarde la Iglesia Santa Sofía del siglo VI.
La ciudad fue destruida en la invasión de los hunos en 447. Fue reconstruida por el emperador bizantino Justiniano I y por un tiempo llamado Triaditsa o Sredets por las eslavas. Durante el reinado de Justiniano la ciudad floreció, rodeada de grandes muros de fortaleza cuyos restos aún se pueden ver hoy en día. Sofía (del griego Σoφíα, "sabiduría") es la diosa griega de la sabiduría, y así mismo es un término fundamental dentro de la filosofía helenística y su religión, como también en el platonismo, gnosticismo, cristianismo ortodoxo, cristianismo esotérico, y en el cristianismo místico.

### Edad Media y dominio otomano
Sofía se integró en el Primer Imperio Búlgaro del kan Krum en 809, tras un largo asedio. Más tarde, se la conoció por el nombre búlgaro «Sredets» y fue una importante fortaleza y centro administrativo. Después de que Juan I Tzimisces se apoderase del noreste de Bulgaria en 971, el patriarca búlgaro Damián pasó a residir en Sofía al año siguiente. Después de varios asedios fallidos, la ciudad cayó en manos del Imperio bizantino en 1018, pero una vez más, fue incorporada al restaurado Imperio búlgaro por el zar Iván Asen I.

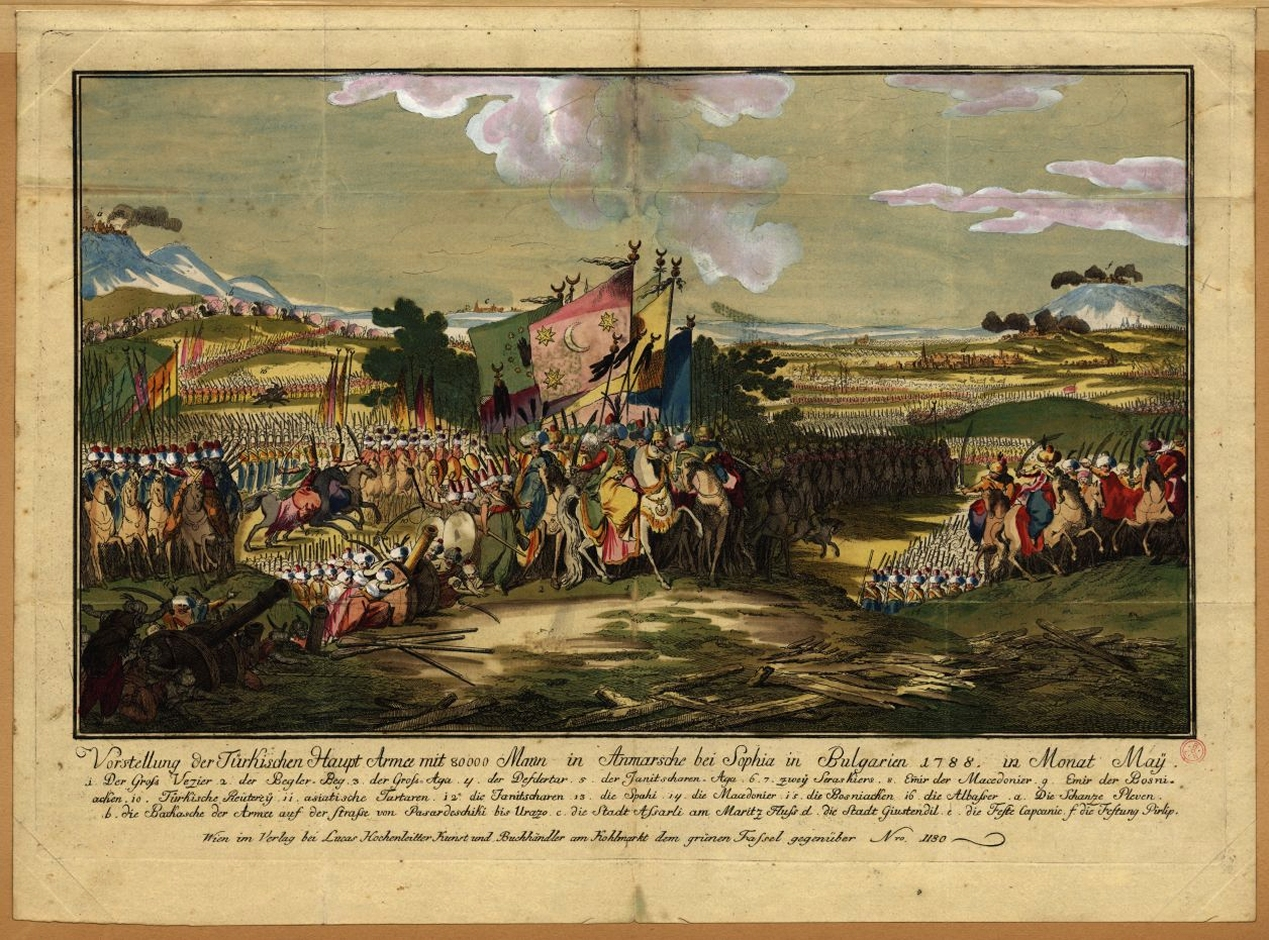
El Ejército otomano avanza sobre Sofía en 1788.

Desde el siglo XII hasta el XIV, Sofía fue un próspero centro de comercio y de artesanía. Es posible que la población la llamase Sofía (del griego antiguo: «sabiduría») en 1376 por la iglesia de Hagia Sofía. Sin embargo, en diferentes testimonios se asegura que se conocía tanto con el nombre de «Sofía» como con el de «Sredets» hasta el final del siglo XIX. El Imperio otomano la conquistó en 1382, en el curso de las guerras búlgaro-otomanas, después de un largo asedio. Alrededor de 1393 se convirtió en la sede del recién creado Sanjacado de Sofía.
Después de la cruzada fallida de Vladislao III de Polonia en 1443, que tenía por objetivo Sofía, la élite cristiana de la ciudad fue aniquilada. Sofía fue la capital de la provincia otomana (beylerbeylik) de Rumelia durante más de cuatro siglos, lo que alentó a muchos turcos a establecerse en ella. En el siglo XVI, el trazado urbano de Sofía y su apariencia comenzó a mostrar un claro estilo otomano, con muchas mezquitas, fuentes y hammam (baños públicos). En aquel entonces, la ciudad tenía una población de alrededor de siete mil habitantes.
La ciudad fue dominada durante varias semanas por haiduques búlgaros en 1599. En 1610, el Vaticano estableció la sede de Sofía para los católicos de Rumelia, que existió hasta 1715, cuando ya la mayoría de los católicos habían emigrado. En el siglo XVI había 126 familias judías, y una sinagoga que existía desde 967. La ciudad era el centro del eyalato de Sofya (1826-1864).

### Edad Contemporánea

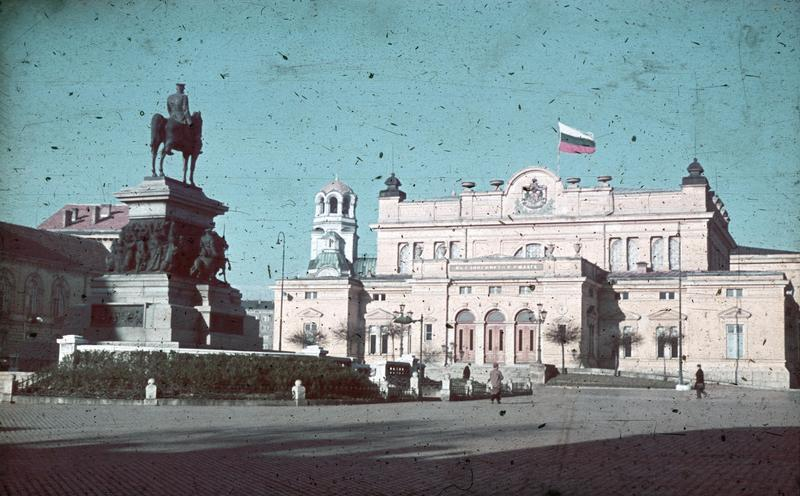
Plaza del Parlamento de Sofía en 1943.

La ciudad, esta vez, fue tomada por las fuerzas rusas el 4 de enero de 1878, durante la guerra ruso-turca de 1877-78 y se convirtió en la capital del Principado autónomo de Bulgaria en 1879, que se convirtió en el Reino de Bulgaria en 1908. Fue propuesta como capital por Marin Drinov y fue aceptada como tal el 3 de abril de 1879. Después de la Guerra de Liberación, el nuevo nombre "Sofía" reemplazó al antiguo ("Sredets"). En el momento de su liberación, la población de la ciudad era de 11 649 habitantes. Durante unas pocas décadas después de la liberación, la ciudad experimentó un crecimiento enorme de población, principalmente procedente de otras regiones del país.
Durante la Segunda Guerra Mundial, Sofía fue bombardeada por aviones aliados a finales de 1943 y 1944. Como consecuencia de la invasión del Ejército Rojo soviético, el gobierno de Bulgaria, que se alió con Alemania, fue derrocado.
La transformación de Bulgaria en una República Popular en 1946 y la República de Bulgaria marcó una serie de cambios significativos en el aspecto de la ciudad. La población de Sofía se expandió rápidamente debido a la migración del campo a la ciudad. Se construyeron nuevas zonas residenciales en las afueras de la ciudad, como Druzhba, Mladost y Lyulin.
En 1992, se declaró el 17 de septiembre el Día de Sofía, por ser esta la fecha cristiana en celebración de los mártires Sofía, Fe, Esperanza y Amor.

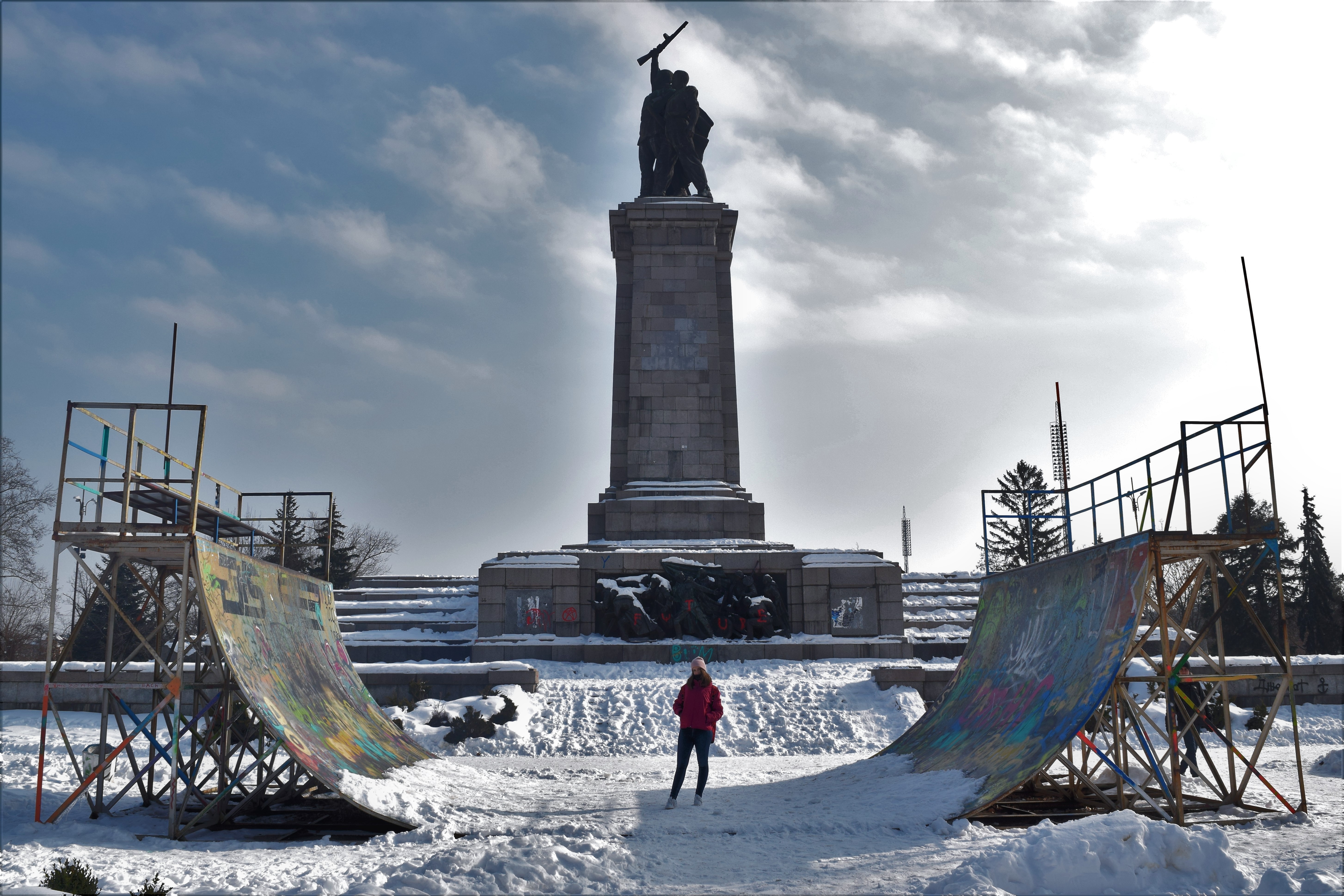
Monumento al Ejército Soviético. Inaugurado en 1954 como muestra de gratitud por la ayuda del Ejército Soviético a Bulgaria en la Segunda Guerra Mundial.

## Geografía

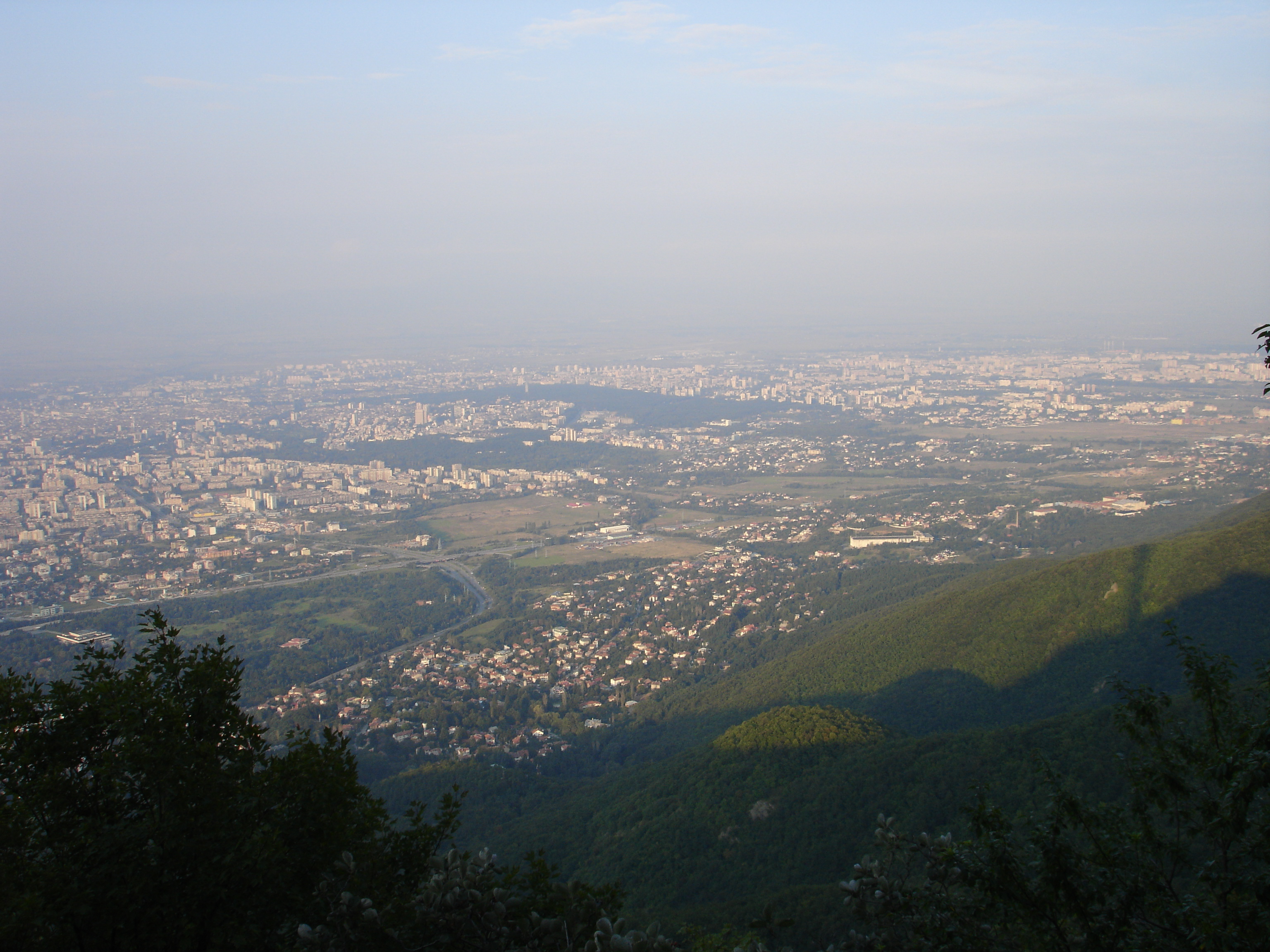
Vista aérea de Sofía desde el monte Vitosha.

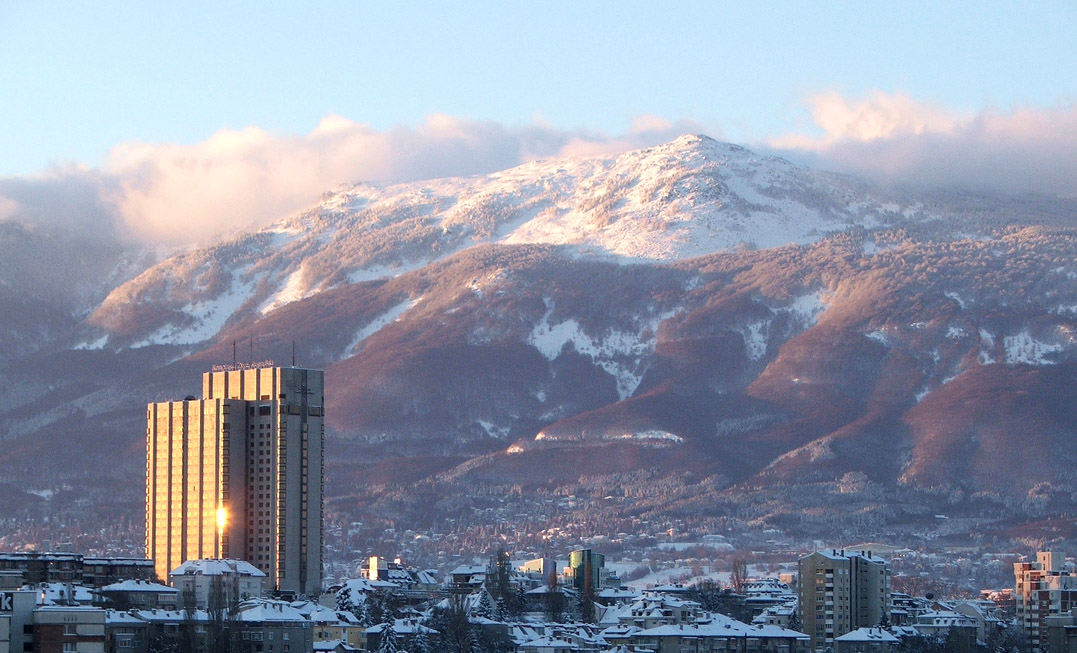
Panorama urbano de Sofía en invierno con el monte Vitosha al fondo.

El desarrollo de Sofía como un asentamiento significativo se debe en gran parte a su posición central en los Balcanes. Se sitúa en el oeste de Bulgaria, a los pies del Monte Vitosha, en el Valle de Sofía que está rodeado por montañas en todas direcciones. El valle es el más grande del país con una superficie de 1186 km² (457,9 mi²) y un promedio de altitud de 550 metros (1804 pies). Tres pasos de montaña conducen a la ciudad, y han sido rutas clave desde la antigüedad, conectando al mar Adriático y Europa Central con el mar Negro y el mar Egeo.
Algunos ríos bajos cruzan la ciudad, incluyendo al Vladaya y al Perlovska. El río Iskar en su curso superior fluye cerca del este de Sofía. La ciudad es conocida por sus numerosos manantiales y aguas termales. En el siglo pasado, se construyeron presas y lagos artificiales.
Se localiza 150 km al noroeste de Plovdiv, la segunda mayor ciudad de Bulgaria, 390 km al oeste de Burgas y 472 km al oeste de Varna, las mayores ciudades portuarias del país en la costa búlgara del mar Negro. La ciudad está situada a menos de 200 km de las fronteras con tres países: a 55 km de Kalotina en la frontera serbia, a 113 km de Gyueshevo en la frontera con Macedonia del Norte y a 183 km de la frontera griega en Kulata.

### Clima
Sofía tiene un clima continental húmedo (clasificación climática de Köppen, Dfb), con una temperatura media anual de 11 °C. Los inviernos son fríos y con presencia de nieve durante toda la estación. En los días más fríos la temperatura puede bajar hasta -15 °C o menos aún, sobre todo en enero, que es el mes más frío. También es frecuente la niebla, especialmente en el comienzo de la temporada. En un invierno habitual, Sofía recibe un promedio de 40 días de nieve con una nevada total de alrededor de 90 cm y una media de 60 días cubierta de nieve.
Los veranos son cálidos y soleados, aunque Sofía mantiene, en general, su temperatura un poco más fresca que otras partes de Bulgaria, debido a su mayor altura. Sin embargo, la ciudad también está sujeta a olas de calor, con temperaturas altas que no es poco habitual que alcance o exceda los 35 °C en los días más calurosos, especialmente en julio y agosto. La primavera y otoño en Sofía suelen ser estaciones cortas con un clima variable y dinámico.
Con alrededor de 121 días de lluvia al año, la ciudad recibe una precipitación media de 571 mm por año, alcanzando su punto máximo en el comienzo del verano, cuando son comunes las tormentas.
| Parámetros climáticos promedio de Sofía (2004-2014) | Parámetros climáticos promedio de Sofía (2004-2014) | Parámetros climáticos promedio de Sofía (2004-2014) | Parámetros climáticos promedio de Sofía (2004-2014) | Parámetros climáticos promedio de Sofía (2004-2014) | Parámetros climáticos promedio de Sofía (2004-2014) | Parámetros climáticos promedio de Sofía (2004-2014) | Parámetros climáticos promedio de Sofía (2004-2014) | Parámetros climáticos promedio de Sofía (2004-2014) | Parámetros climáticos promedio de Sofía (2004-2014) | Parámetros climáticos promedio de Sofía (2004-2014) | Parámetros climáticos promedio de Sofía (2004-2014) | Parámetros climáticos promedio de Sofía (2004-2014) | Parámetros climáticos promedio de Sofía (2004-2014) |
| Mes                                                 | Ene.                                                | Feb.                                                | Mar.                                                | Abr.                                                | May.                                                | Jun.                                                | Jul.                                                | Ago.                                                | Sep.                                                | Oct.                                                | Nov.                                                | Dic.                                                | Anual                                               |
| --------------------------------------------------- | --------------------------------------------------- | --------------------------------------------------- | --------------------------------------------------- | --------------------------------------------------- | --------------------------------------------------- | --------------------------------------------------- | --------------------------------------------------- | --------------------------------------------------- | --------------------------------------------------- | --------------------------------------------------- | --------------------------------------------------- | --------------------------------------------------- | --------------------------------------------------- |
| Temp. máx. abs. (°C)                                | 20.5                                                | 21.6                                                | 25.7                                                | 30.3                                                | 35.8                                                | 40.1                                                | 41.3                                                | 40.1                                                | 37.6                                                | 31.7                                                | 24.0                                                | 20.1                                                | 41.3                                                |
| Temp. máx. media (°C)                               | 4                                                   | 7                                                   | 12                                                  | 18                                                  | 23                                                  | 27                                                  | 29                                                  | 29                                                  | 25                                                  | 18                                                  | 13                                                  | 6                                                   | 18                                                  |
| Temp. media (°C)                                    | -1                                                  | 2                                                   | 7                                                   | 12                                                  | 18                                                  | 21                                                  | 23                                                  | 23                                                  | 19                                                  | 13                                                  | 8                                                   | 1                                                   | 12                                                  |
| Temp. mín. media (°C)                               | -3                                                  | -2                                                  | 2                                                   | 7                                                   | 11                                                  | 14                                                  | 16                                                  | 16                                                  | 12                                                  | 7                                                   | 3                                                   | -2                                                  | 7                                                   |
| Temp. mín. abs. (°C)                                | -28.3                                               | -24.9                                               | -16.1                                               | -6.1                                                | -2.2                                                | 1.4                                                 | 5.5                                                 | 3.5                                                 | -2.1                                                | -6.0                                                | -15.3                                               | -21.1                                               | -28.3                                               |
| Precipitación total (mm)                            | 33.2                                                | 31.5                                                | 38.1                                                | 50.7                                                | 67                                                  | 75.4                                                | 52.6                                                | 57.6                                                | 45.7                                                | 45                                                  | 43.3                                                | 41.7                                                | 581.8                                               |
| Nevadas (cm)                                        | 23.6                                                | 19.3                                                | 15.4                                                | 3                                                   | 0                                                   | 0                                                   | 0                                                   | 0                                                   | 0                                                   | 1.9                                                 | 10.8                                                | 24.8                                                | 98.8                                                |
| Días de precipitaciones (≥ 1 mm)                    | 9                                                   | 10                                                  | 10                                                  | 12                                                  | 13                                                  | 12                                                  | 10                                                  | 9                                                   | 7                                                   | 11                                                  | 10                                                  | 12                                                  | 125                                                 |
| Días de nevadas (≥ 1 mm)                            | 7                                                   | 6                                                   | 5                                                   | 1                                                   | 0                                                   | 0                                                   | 0                                                   | 0                                                   | 0                                                   | 1                                                   | 3                                                   | 7                                                   | 30                                                  |
| Horas de sol                                        | 87.8                                                | 114.3                                               | 159.6                                               | 192.2                                               | 269.6                                               | 297.7                                               | 322.1                                               | 308.3                                               | 220.1                                               | 163.6                                               | 105.5                                               | 66.1                                                | 2317                                                |
| Fuente n.º 1:                                       |                                                     |                                                     |                                                     |                                                     |                                                     |                                                     |                                                     |                                                     |                                                     |                                                     |                                                     |                                                     |                                                     |
| Fuente n.º 2: (precip. days); (extremes)            |                                                     |                                                     |                                                     |                                                     |                                                     |                                                     |                                                     |                                                     |                                                     |                                                     |                                                     |                                                     |                                                     |

## Organización territorial

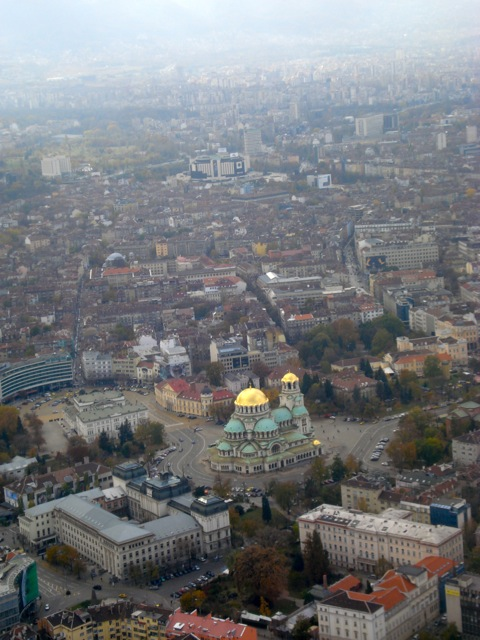
Vista aérea del distrito de Oborishte, el centro de Sofía, con la Catedral de Alejandro Nevski en primer plano.

Política, administrativa y económicamente, Bulgaria es un estado altamente centralizado, por lo que Sofía una unidad administrativa nacional de propio derecho. No debe ser confundido con la provincia de Sofía, que rodea, pero no incluye la propia ciudad. Además de la ciudad propiamente dicha, los 24 distritos de Sofía abarcan otras tres localidades y 34 pueblos. Cada uno de ellos tiene su propio alcalde de distrito que es elegido en elecciones populares. El jefe del municipio de Sofía es su alcalde y los miembros de la Asamblea son elegidos cada cuatro años. La actual alcaldesa de Sofía es Yordanka Fandakova.
Los siguientes son algunos de los distritos cultural y económicamente más significativos:
- Obórishte (en búlgaro: Оборище) está en el centro de la ciudad y en sus límites se encuentran la mayoría de los monumentos históricos y los edificios administrativos. Es conocido por sus edificios de arquitectura neo-renacentista y arquitectura vienesa, amplias zonas verdes y adoquines amarillos, además de ser el distrito donde se encuentra la catedral de Alejandro Nevski, una de las catedrales ortodoxas más grandes del mundo.
- Sredets (Средец) está situado junto a Oborishte y comparte algunos de sus ejemplos de arquitectura específica. Es el sitio de Borisova gradina ("los Jardines de Boris") y el Estadio Nacional Vasil Levski.
- Vazrázhdane (Възраждане) es un distrito económicamente activo que cuenta con muchos centros comerciales y bancos, junto con la sede de algunas empresas de fabricación de industria ligera. Una de sus principales avenidas es el Bulevar María Luisa, el sitio del Mercado Central de Sofía, el TZUM y la catedral de Sveta-Nedelya.
- Mládost (Младост) es una de las zonas más modernas y de más rápido desarrollo en Sofía. Es también uno de los distritos más grandes en términos de población (solo superado por Lyulin), con sus 110 000 habitantes. En general, es pobre en monumentos e instituciones administrativas, pero concentra la sede de numerosas empresas nacionales e internacionales, grandes almacenes, concesionarios oficiales de vehículos y el Sofía Business Park en su extremo sur. La arquitectura es una combinación de bloques de apartamentos de la era socialista, empresas industriales y edificios nuevos, la mayoría de los cuales fueron construidos después de 2004. Mladost cuenta con excelentes conexiones de transporte a todos los distritos restantes de Sofía.
- Vítosha (Витоша) está situado a los pies del monte Vitosha. Cuenta con una ubicación clave, ya que es el sitio donde se encuentra la carretera de circunvalación de Sofía y el Bulevar Bulgaria. En este distrito predominan las propiedades de lujo y otros complejos residenciales. Cuenta con buenas conexiones tanto en el centro de la ciudad como con la estación de esquí cercana. Boyana es el lugar de la residencia presidencial, los estudios Nu Boyana Film, el Museo Histórico Nacional y la iglesia de Boyana.

## Demografía

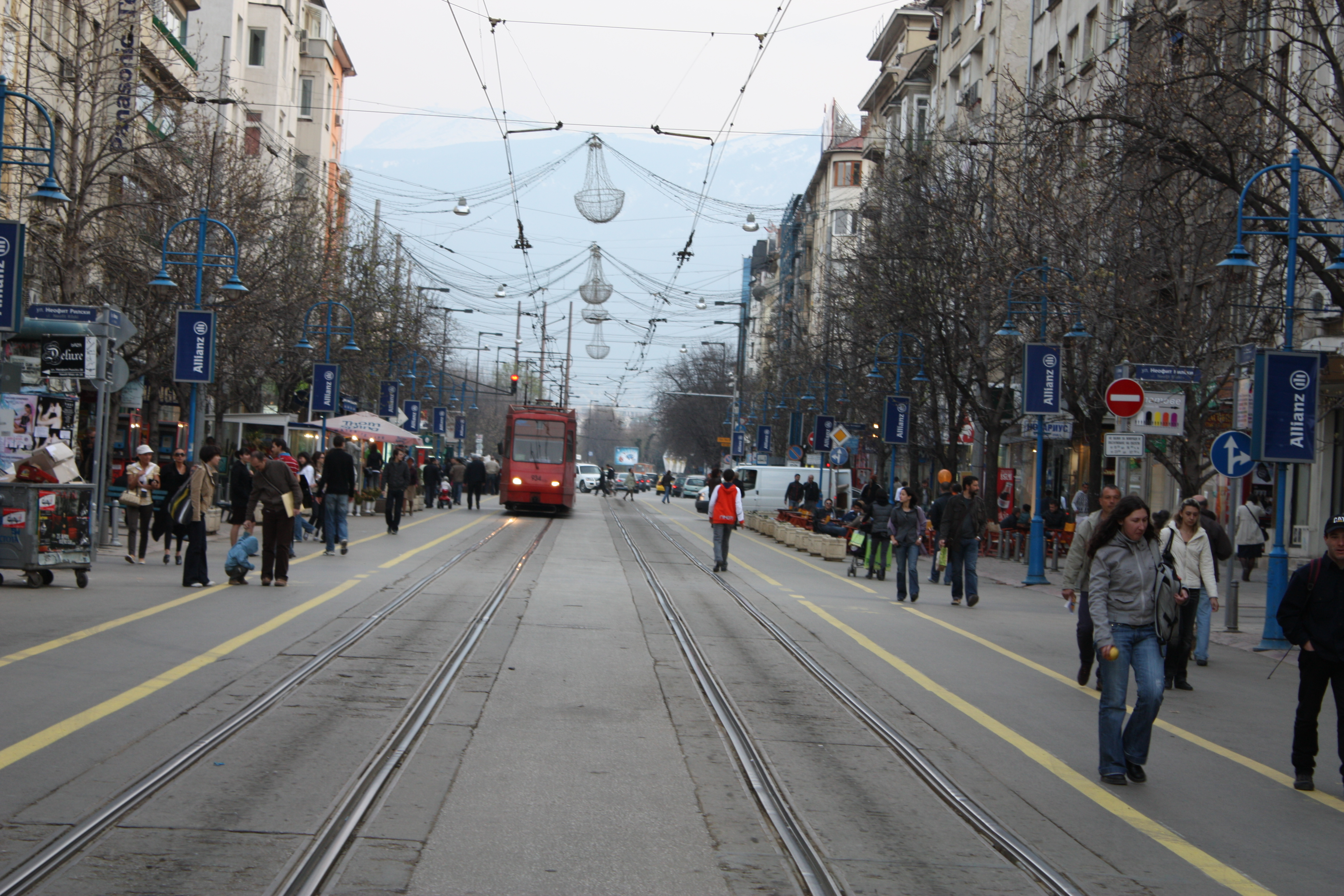
Los búlgaros representan el mayor grupo étnico de Sofía. En la imagen, el Bulevar Vitosha.

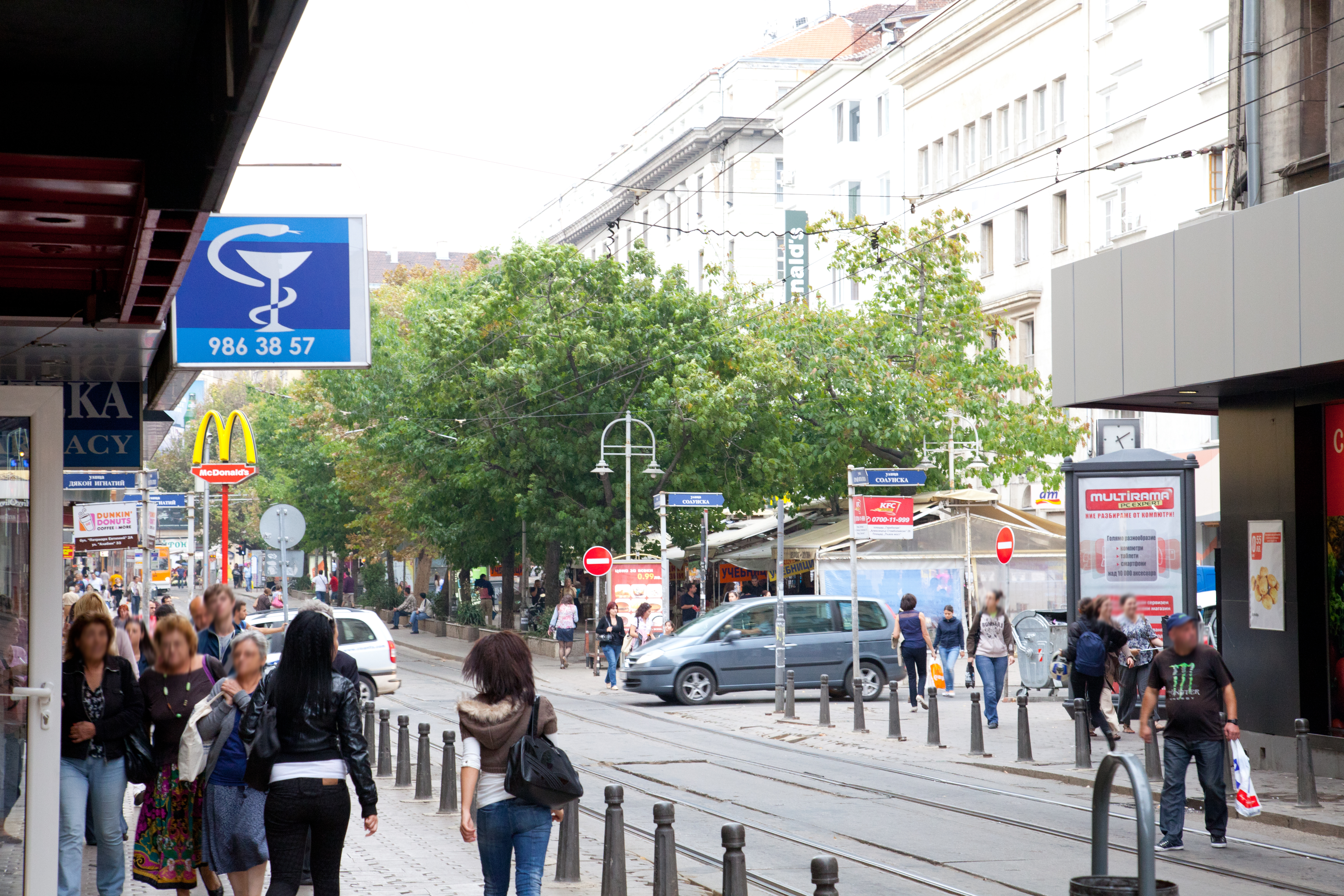
Plaza de Slaveykov, una de las más concurridas de Sofía.

Según datos de 2011, la ciudad tenía una población de 1 204 685 habitantes y la Municipalidad Capitalina en su conjunto 1 291 591 habitantes, lo que la convertía en la 15.ª ciudad más poblada de la Unión Europea.
La proporción de mujeres por cada 1000 hombres era de 1102. La tasa de natalidad por cada 1000 habitantes fue de 12,3 por mil y en constante aumento en los últimos cinco años, mientras que la tasa de mortalidad era de 12,1 por mil y decreciente. La tasa de crecimiento natural en 2009 fue de 0,2 por mil, la primera tasa de crecimiento positiva en casi 20 años. La considerable inmigración a la capital desde el campo y las regiones más pobres del país, así como la urbanización, son algunas de las razones del aumento de la población de Sofía. 4,8 personas de cada mil se casaron en 2009 (solo es posible el matrimonio heterosexual en Bulgaria) y la tasa de mortalidad infantil fue de 5,6 por 1000 habitantes, frente a 18,9 en 1980.
De acuerdo con el censo de 2011, la población de Sofía estaba formada por búlgaros con un 96,4 %; entre las comunidades minoritarias, alrededor de 18 300 (1,6 %) oficialmente se identificaron como romaníes, 6500 (0,6 %) como turcos y el 1,4 % pertenecían a otras etnias o no se declararon de algún grupo étnico.
El desempleo, por otra parte, es menor que en otras partes del país —2,45 % de la población activa en 1999 y en disminución—, en comparación con el 7,25 % del conjunto de Bulgaria, según datos del 1 de julio de 2007. La gran proporción de desempleados con educación superior, el 27 % frente al 7 % para todo el país, es un rasgo característico de la capital.
Sofía fue declarada capital en 1879. Un año más tarde, en 1880, fue la quinta ciudad más grande del país después de Plovdiv, Varna, Ruse y Shumen. Plovdiv era la ciudad más poblada de Bulgaria hasta 1892 cuando Sofía tomó la delantera.

## Economía

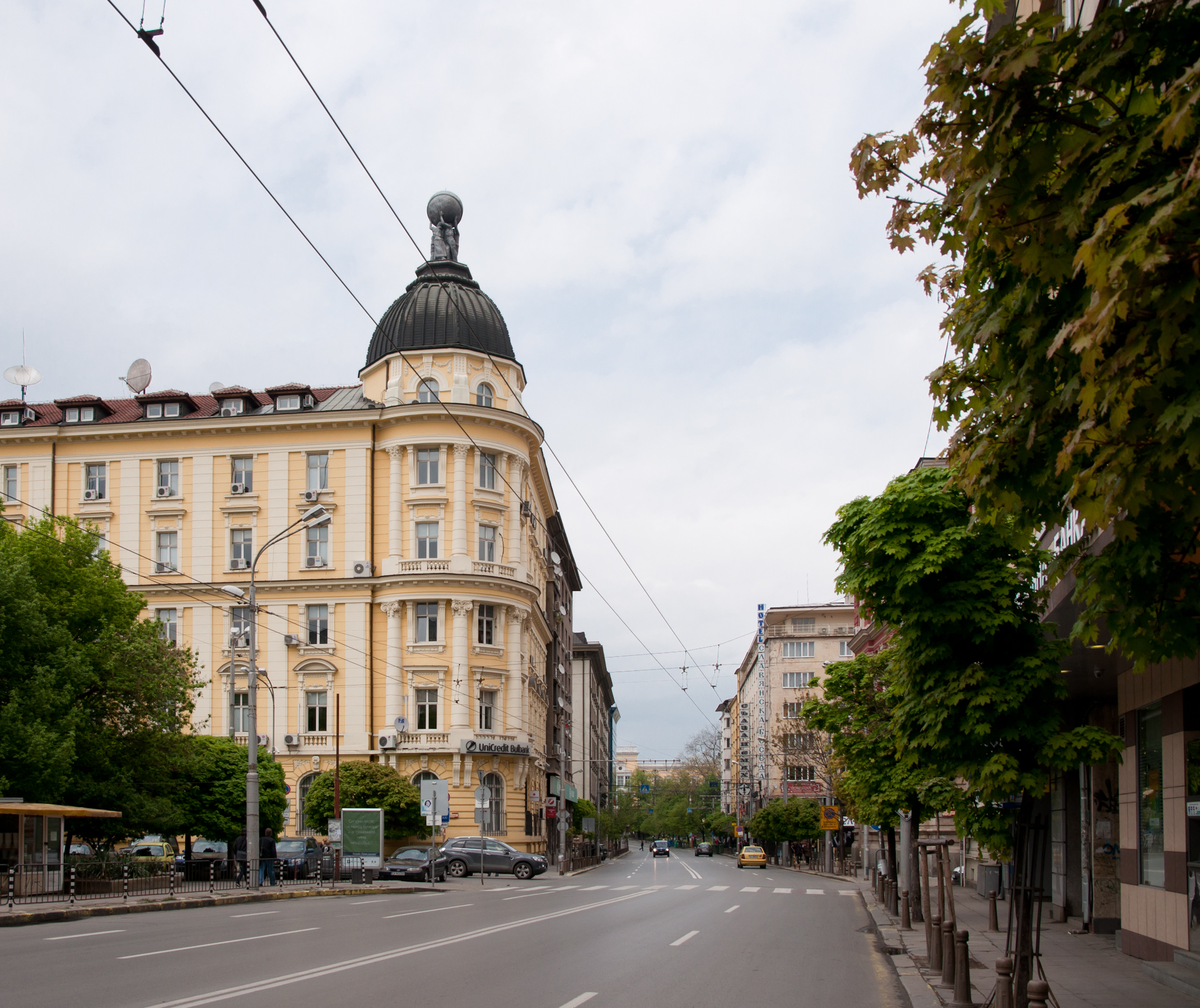
Sede del UniCredit Bulbank en la calle Georgi Rakovski, en el centro de Sofía.

Sofía es el centro económico de Bulgaria y sede de las más importantes empresas búlgaras e internacionales que operan en el país, así como del Banco Nacional de Bulgaria, la Bolsa de Bulgaria y otros grandes bancos comerciales nacionales como UniCredit Bulbank, DSK Bank y United Bulgarian Bank.
Con un PIB per cápita de 30 534 dólares, un nominal de 15 757 dólares y un valor de paridad de poder adquisitivo (PPA) de la ciudad y sus alrededores de la región de planificación Yugozapaden NUTS II de 24 647 dólares en 2009, Sofía es el centro de la economía nacional. Esto sitúa el PIB de Sofía (PPA) per cápita en el 103 % de la media de la Unión Europea, muy por encima de la media del país del 44 %. En 2008, el ingreso promedio per cápita anual fue de 4572 leva ($3479). Los sectores más dinámicos de la economía de la ciudad en términos de producción anual son la industria manufacturera y textil ($5500 millones), la metalurgia ($1840 millones), el suministro de electricidad, gas y agua ($1600 millones) y la alimentación ($ 778 millones). La construcción, el comercio y transporte son otros sectores importantes de la economía local.

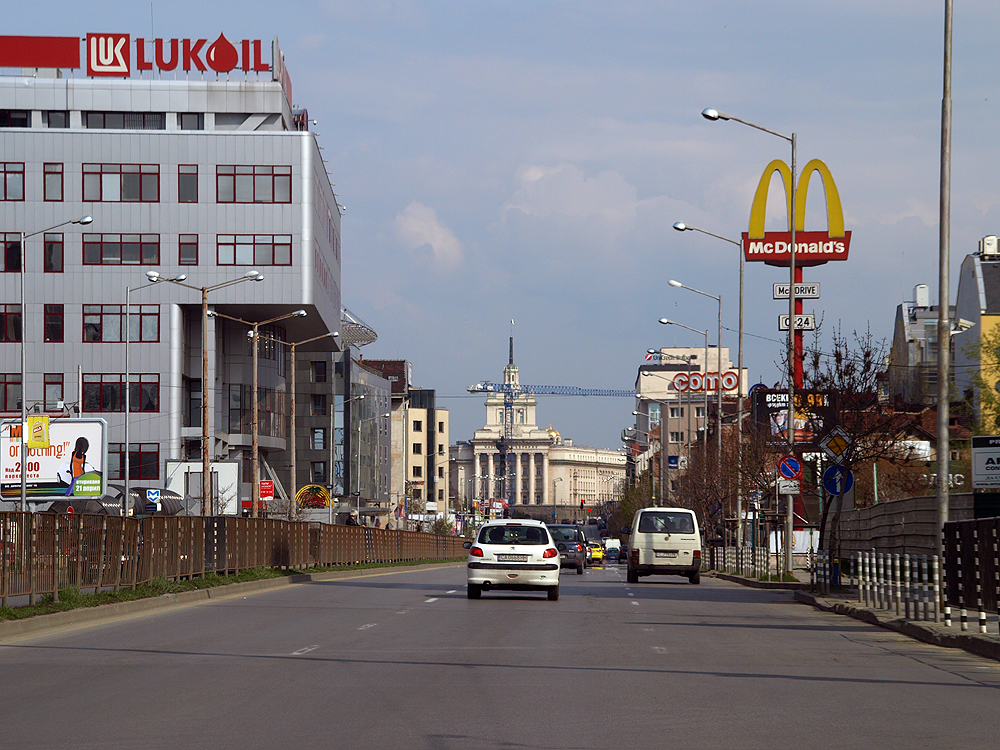
Tras el comunismo llegaron las multinacionales a Bulgaria. En la imagen Lukoil y McDonald's en el Boulevard Todor Alexandrov de Sofía.

Después de la Segunda Guerra Mundial y la era de la industrialización en el socialismo, la ciudad y sus alrededores se expandieron rápidamente y se convirtió en la región más industrializada del país. La afluencia de trabajadores de otras partes del país se hizo tan intensa que fue impuesta una política de restricción y residir en la capital solo era posible después de obtener un certificado de ciudadanía de Sofía. Sin embargo, después de los cambios políticos en 1989, este tipo de ciudadanía se ha retirado. Tras la caída del comunismo llegaron al país importantes compañías internacionales no presentes anteriormente en el mercado búlgaro, la mayoría de ellas a Sofía. De hecho, la capital es un habitual destino de subcontratación para las empresas multinacionales, entre ellas IBM, Ubisoft, Financial Times, Coca-Cola, Hewlett-Packard, SAP o Siemens. Bulgaria Air, la aerolínea nacional de Bulgaria, tiene su sede en el Aeropuerto de Sofía y Ferrocarriles Estatales Búlgaros, la empresa nacional ferroviaria, en la Estación Central de Sofía.
El mercado inmobiliario en Sofía también creció súbitamente en años recientes y hasta 2007 experimentó una rápida ascensión económica. En 2008, el precio de la vivienda aumentó de forma espectacular, con una tasa de crecimiento del 30 %. Sin embargo, en 2009 los precios cayeron un 26 %.
Su moneda es el lev, en plural leva.

## Cultura
Sofía es un centro cultural nacional y, como tal, alberga muchos instituciones culturales prestigiosas, como el Instituto Ruso de Cultura, el Instituto Polaco Cultural, el Instituto húngaro, los Institutos Culturales checo y eslovaco, el Instituto Italiano de Cultura, el Instituto Cultural Francés, el Instituto Goethe, el British Council, el Instituto Cervantes y el Open Society Institute, que organizan regularmente exposiciones temporales de obras visuales, sonoras y literarias de artistas de sus respectivos países.
La Biblioteca nacional de San Cirilo y San Metodio alberga la mayor colección nacional de libros y documentos, con 1 714 211 libros y unos seis millones de otros documentos, y es la institución cultural más antigua de Bulgaria.

### Arte y cultura
La ciudad concentra la mayoría de las principales compañías de artes escénicas de Bulgaria. El teatro es, con mucho, la forma más popular de hacer arte en Sofía y las salas de teatro disfrutan de grandes afluencias de público, solo superada por el cine. La más antigua de estas instituciones es el Teatro Nacional Ivan Vazov, que representa obras principalmente clásicas y está situado en el mismo centro de la ciudad. Un gran número de pequeños teatros, como el Teatro Taller Sfumato, muestran tanto obras clásicas como modernas.

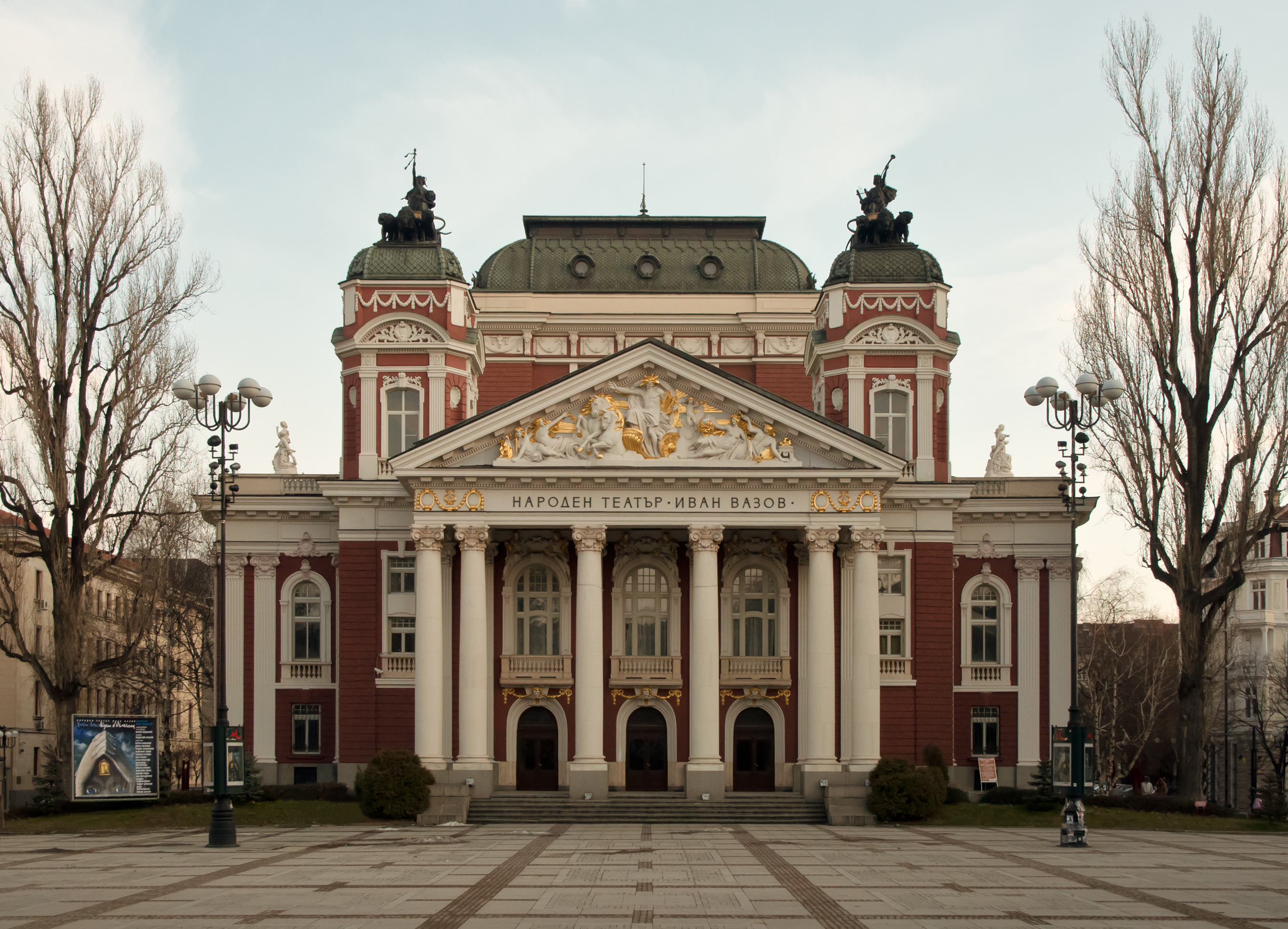
Teatro Nacional Ivan Vazov.

La Ópera y el Ballet Nacional es un combinado de ópera y ballet colectivos fundado en 1891. Sin embargo, no se iniciaron actuaciones de forma regular hasta 1909. Algunos de los más famosos cantantes de ópera de Bulgaria, como Nicolai Ghiaurov y Ghena Dimitrova, hicieron su primera aparición en el escenario de la Opera y el Ballet Nacional. La Sala Bulgaria y la Sala 1 del Palacio Nacional de la Cultura celebran periódicamente conciertos de música clásica, realizada tanto por orquestas extranjeras y la Filarmónica de Sofía. La ciudad acogió el Festival de la Canción de Eurovisión Junior 2015.

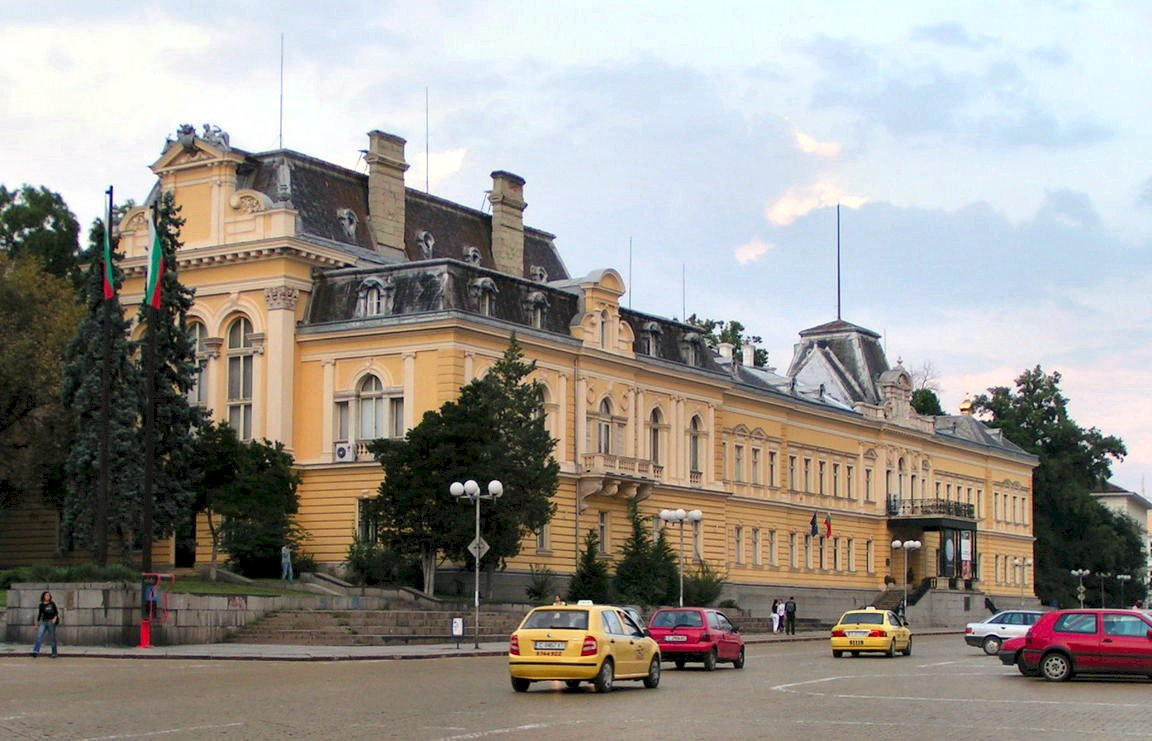
La Galería de Arte Nacional.

Los museos de arte más grandes de Bulgaria se encuentran en las zonas céntricas de la ciudad. La Galería de Arte Nacional cuenta con una colección de obras fundamentalmente de autores búlgaros, mientras que la Galería Nacional de Arte Extranjero muestra arte exclusivamente internacional, en su mayoría de la India, África, China y Europa. Sus colecciones abarcan diversos temas culturales como esculturas del Imperio asante, arte budista, pintura del Siglo de oro neerlandés, obras de Albrecht Dürer, Jean-Baptiste Greuze y Auguste Rodin, entre otros. La cripta de la catedral Alejandro Nevski contiene una colección de iconos ortodoxos orientales desde el siglo IX hasta el XIX. Otros museos importantes son el Museo Histórico Nacional, con una colección de más de 600.000 artículos, el Museo Politécnico Nacional, con más de 1000 artículos tecnológicos en exhibición, el Museo Arqueológico Nacional y el Museo de Historia Natural.
El cine es la forma más popular de entretenimiento. En los últimos años, los lugares cinematográficos se han concentrado en los centros comerciales y las salas independientes han sido cerradas. El Mall of Sofía tiene una de las salas de cine IMAX más grande de Europa. La mayoría de las películas son producciones estadounidenses, a pesar de que las películas europeas y nacionales están cada vez más presentes. Odeon (no es parte de la cadena Odeon Cinemas) proyecta películas exclusivamente europeas y norteamericanas independientes, así como los clásicos del siglo XX. La floreciente industria cinematográfica de Bulgaria se concentró en los estudios Boyana Film, que sufrió un periodo de decadencia en la década de 1990. Sin embargo, desde 2001 ha experimentado un sensible resurgimiento. Después de la adquisición de Boyana Film por Nu Image, se han rodado en los alrededores de Sofía varias producciones de éxito como The Contract (2006), The Black Dahlia (2006), Hitman (2007) o Conan el Bárbaro (2011). Los nuevos estudios Nu Boyana Film también han acogido algunas de las escenas de The Expendables 2 (2012).

### Arquitectura
Después de la liberación de Bulgaria del dominio otomano en 1878 y del establecimiento de un monarquía búlgara autónoma con su capital en Sofía, el Knyaz Alejandro I de Battenberg invitó a arquitectos del Imperio austrohúngaro para darle forma a la nueva apariencia de la ciudad.

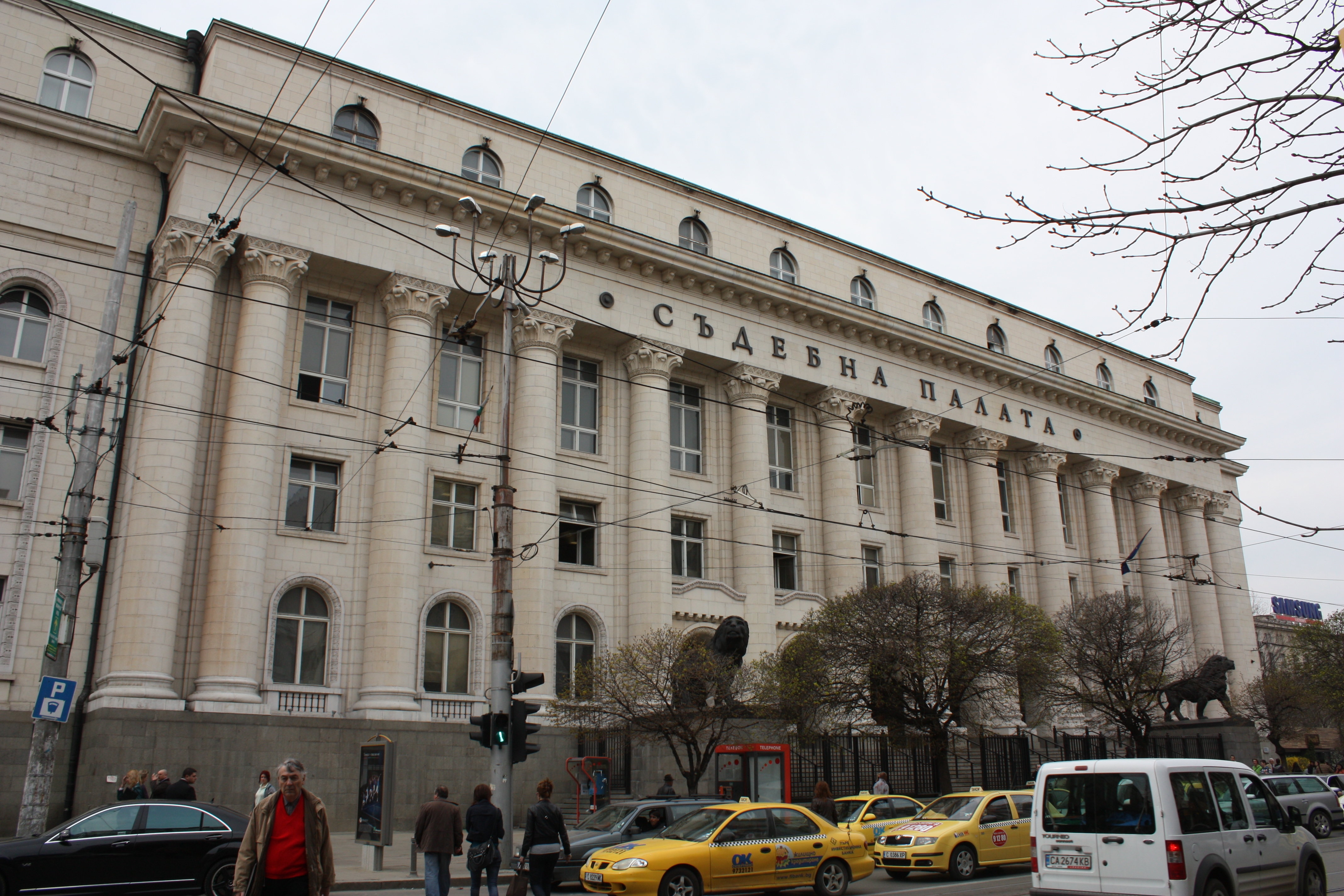
Palacio de Justicia, de arquitectura socialista

Entre los arquitectos invitados a trabajar en Bulgaria estaban Friedrich Grünanger, Adolf Václav Kolář, Viktor Rumpelmayer entre otros, quienes diseñaron los más importantes edificios públicos necesarios para el restablecido gobierno búlgaro, así como numerosas viviendas para la élite de la nación. Más adelante, también contribuyeron muchos arquitectos búlgaros formados en el extranjero.

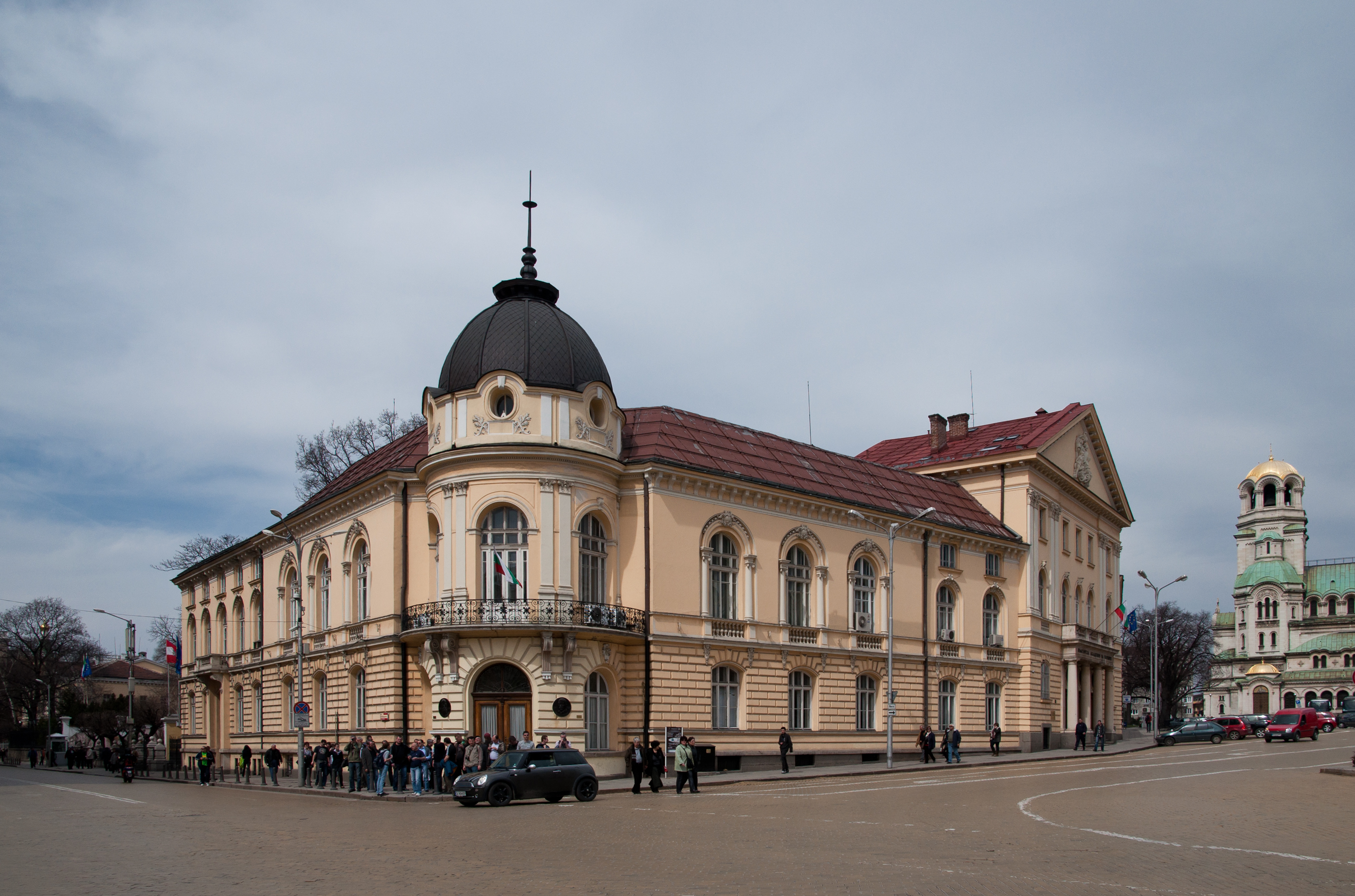
Edificio de la Academia de Ciencias de Bulgaria.

La arquitectura del centro de Sofía es, de esta forma, una combinación de neobarroco, neo-rococó, neorrenacimiento y neoclasicismo; a principios del siglo XX también se construyen edificios según el estilo de la Secesión de Viena.
Entre los edificios más importantes construidos en Sofía en este periodo se encuentran el antiguo palacio real, hoy sede de la Galería Nacional de Arte y del Museo Etnográfico Nacional (1882); el Teatro Nacional Ivan Vazov (1907); la antigua oficina de imprenta real, hoy la Galería Nacional de Arte Extranjero; la Asamblea Nacional de Bulgaria (1886), la Academia Búlgara de Ciencias (1893), entre otros.
Después de la Segunda Guerra Mundial y del establecimiento del gobierno comunista en Bulgaria en 1944, la línea arquitectónica fue alterada sustancialmente. Edificios públicos en el estilo del clasicismo socialista emergieron en el centro; nuevos barrios suburbanos fueron dotados con elevadas torres de apartamentos que, aunque mayormente se definen dentro del modernismo constructivista (ejemplos claros en los vecindarios Mladost y Nadezhda), incluyen raros ejemplos de arquitectura brutalista; notablemente en el vecindario Iztok.
Después de la abolición del comunismo en 1989, en Sofía se han construido modernos distritos comerciales, edificios de oficinas y zonas residenciales de alta calidad.
Algunos de los ejemplos de arquitectura religiosa más representativos de la ciudad son:
- Iglesia de San Jorge.

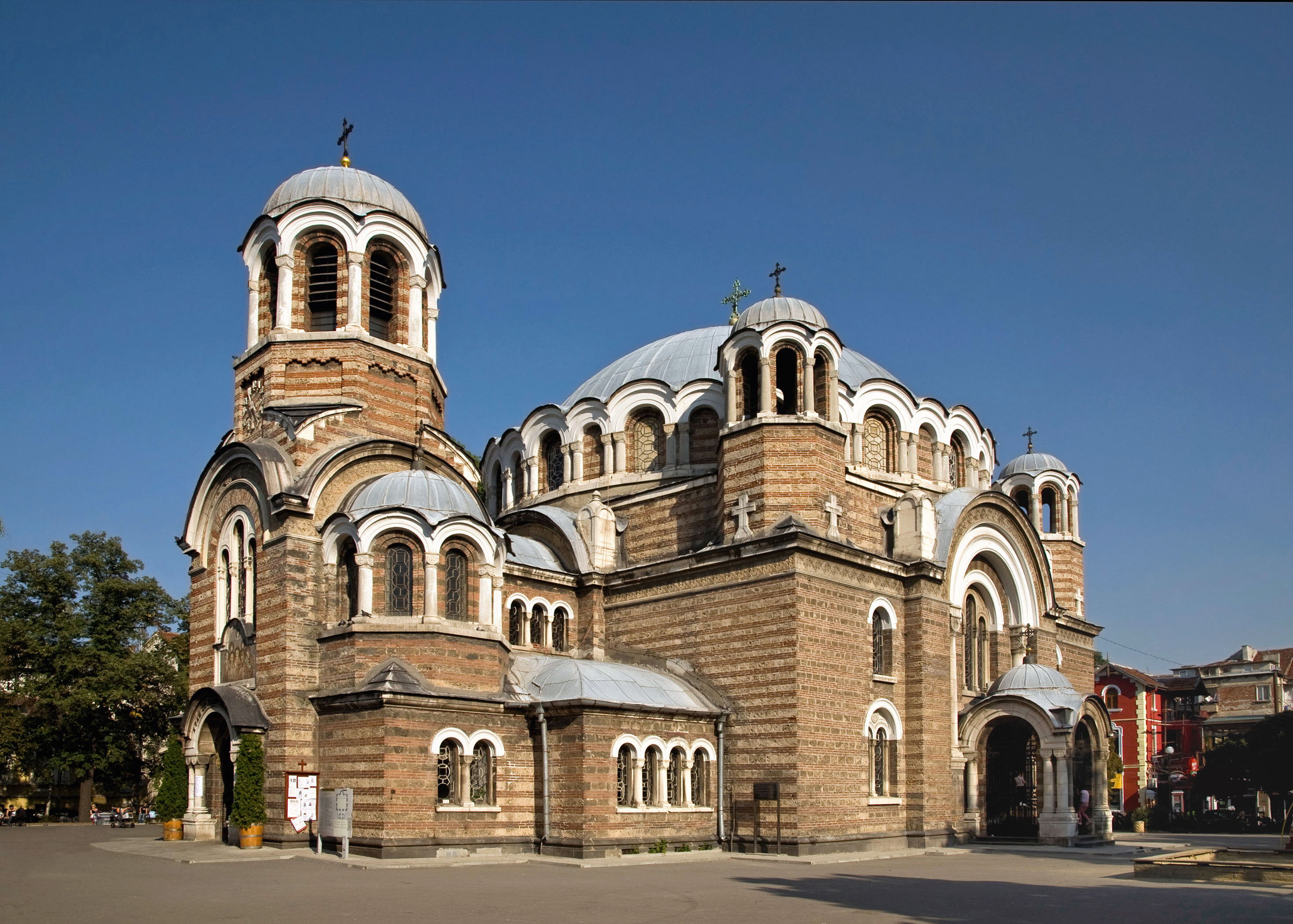
Iglesia Sveti Sedmochislenitsi

- Iglesia de Santa Sofía (no confundir con su homónima de Estambul). Durante el período de dominación turca fue convertida primero en mezquita, para posteriormente quedar abandonada.
- Mezquita de Banya Bashi.
- Catedral de San Alejandro Nevski, una de las iglesias ortodoxas más grandes del mundo, sede del Patriarcado de Bulgaria.
- Catedral de Sveta-Nedelya, que fuera objeto de un atentado en 1925.
- Iglesia de Boyana, en las afueras de la ciudad.
- Sinagoga de Sofía, la más grande de los Balcanes.

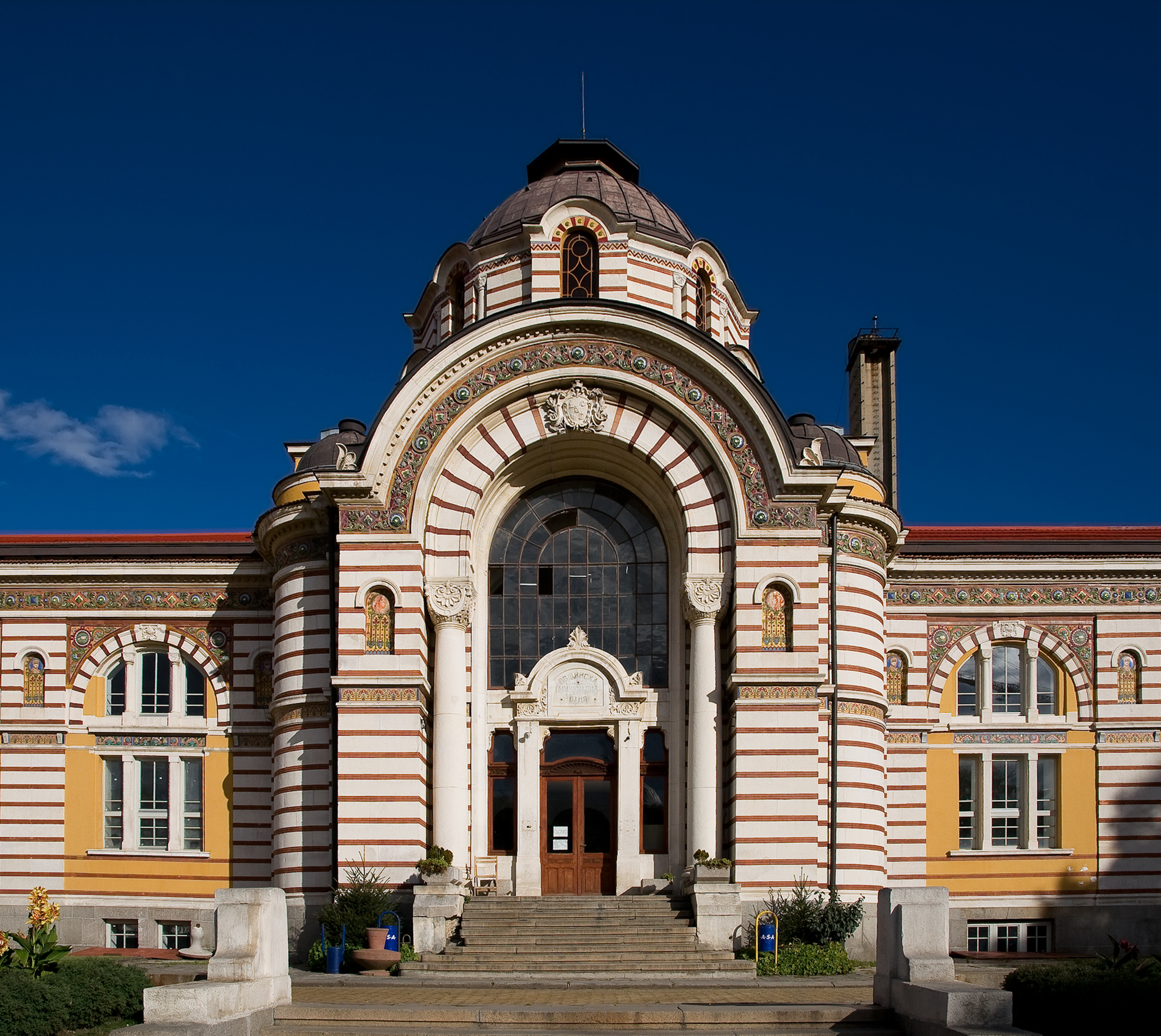
Baños Minerales Públicos de Sofía

### Turismo

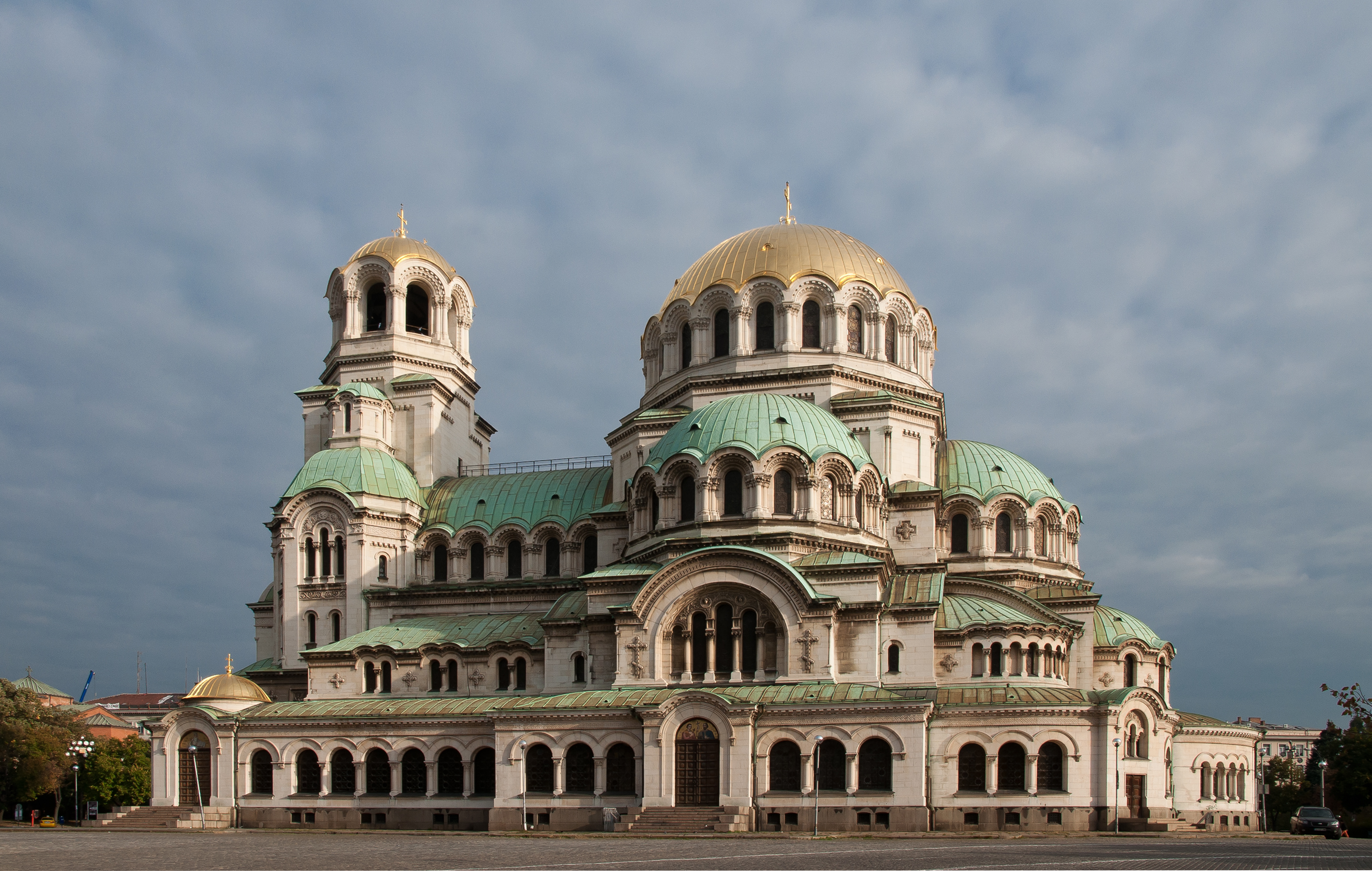
Catedral de Alejandro Nevski.

Sofía es uno de los destinos turísticos más visitados en Bulgaria junto a la costa y las estaciones de montaña. Entre sus monumentos más destacados está la catedral de Alejandro Nevski, uno de los símbolos de Bulgaria, construido en el siglo XIX. Ocupa un área de 3170 m² y tiene capacidad para 10 000 personas. La ciudad es también conocida por la iglesia de Boyana, declarada Patrimonio de la Humanidad.
Sofía tiene las mayores colecciones de museos de Bulgaria, que atraen a turistas y estudiantes para estudios prácticos. El Museo Histórico Nacional en el distrito de Boyana cuenta con una vasta colección de más de 650 000 piezas históricas que datan desde la Prehistoria hasta la época moderna, a pesar de que solo 10 000 de ellos están en exhibición permanente debido a la falta de espacio. Las pequeñas colecciones de objetos relacionados sobre todo con la historia de Sofía se encuentran en el Museo Arqueológico Nacional, una antigua mezquita situada entre los edificios del Banco Nacional y la Presidencia. Dos museos de ciencias naturales —el Museo de Historia Natural y el Museo Nacional de la Tierra y el Hombre— muestran colecciones de minerales, especies animales y materiales poco comunes. El Museo Etnográfico y el Museo Nacional de Historia Militar son otros lugares de interés, con grandes colecciones de trajes típicos búlgaros y armamento, respectivamente.
El Bulevar Vitosha, también llamada Vitoshka, cuenta con numerosas boutiques de moda y tiendas de artículos de lujo. La ubicación geográfica de Sofía, en las estribaciones del monte Vitosha, destino habitual de retiro el fin de semana, se añade a la atmósfera específica de la ciudad.

## Educación
Hay dieciséis universidades en Sofía. La Universidad San Clemente de Ohrid de Sofía, considerada la universidad más prestigiosa de Bulgaria, fue fundada en 1888 y ampliada en los años 1950. El edificio de la universidad fue construido entre 1924 y 1934 con apoyo financiero de los hermanos Evlogi Georgiev y Hristo Georgiev. La universidad matrícula alrededor de 14 000 estudiantes al año.

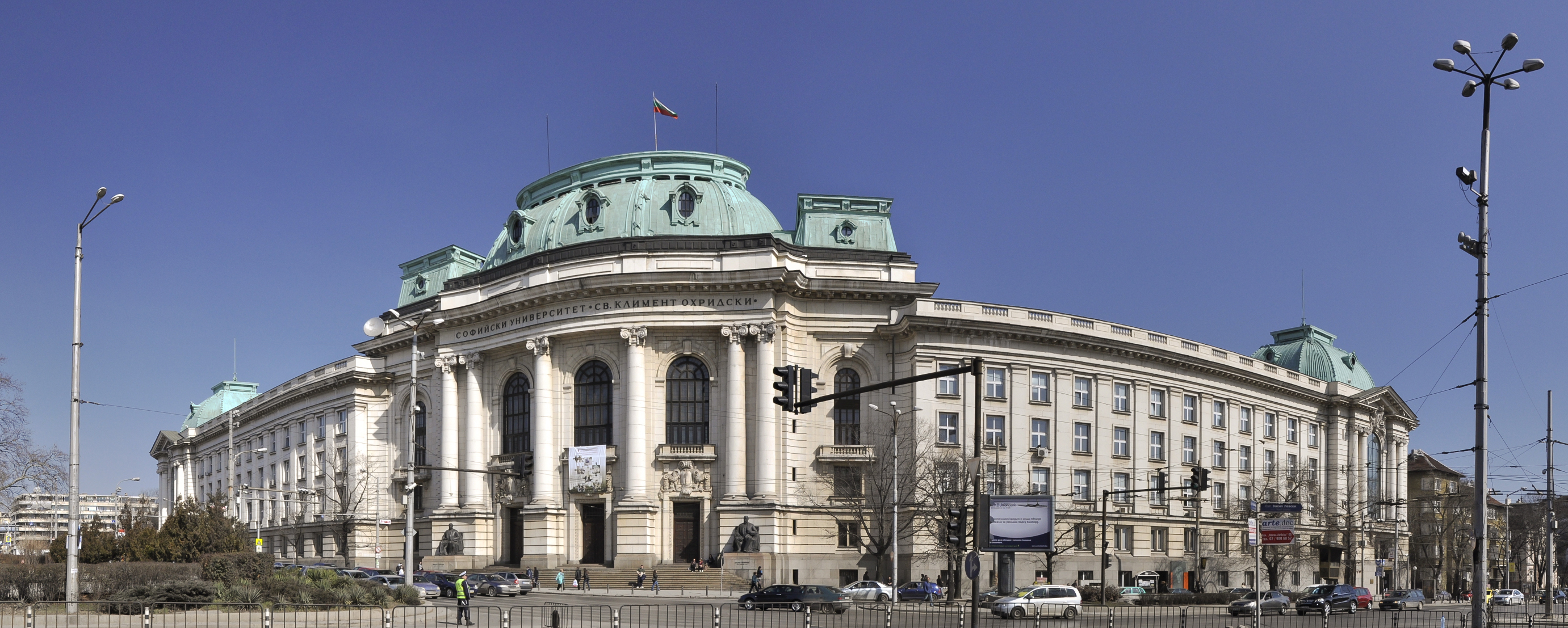
La Universidad de Sofía.

Otros importantes centros de educación superior son la Academia Nacional de las Artes, la Universidad de Economía Nacional y Mundial, la Universidad Técnica de Sofía, la Universidad Médica de Sofía, la Academia Militar Georgi Rakovski y la Nueva Universidad Búlgara.
Las instituciones de educación secundaria son numerosas e incluyen escuelas de formación profesional y de idiomas. Las escuelas de "élite" de secundaria ofrecen educación en un idioma extranjero seleccionado. Estos incluyen la Primera Escuela de lengua inglesa, la Escuela Superior de Matemáticas de Sofía, la 91.ª Escuela de lengua alemana, la 164.ª Escuela de idiomas españoles y la 9.ª Escuela de lengua francesa. Algunos de ellos ofrecen un certificado de idioma después de la graduación, mientras que la 9.ª Escuela de lengua francesa tiene programas de intercambio con varios liceos de Francia y Suiza, como el parisino Collège-lycée Jacques-Decour. La Escuela Internacional Zlatarski de 2003 se convirtió en la primera escuela en Bulgaria en ofrecer el Bachillerato Internacional. El Colegio Americano de Sofía fue fundado en 1860 y es considerada la institución académica estadounidense más antigua fuera de los Estados Unidos.
Otras instituciones de importancia nacional, como la Academia Búlgara de Ciencias (BAS) y la Biblioteca nacional de San Cirilo y San Metodio se encuentran en Sofía. El BAS es la pieza central de la investigación científica en Bulgaria, empleando a más de 4500 científicos de diversas instituciones, como la Agencia Espacial Búlgara.

## Salud
En la ciudad se encuentran los siguientes centros de salud:
- Hospital Reina Juana
- Hospital Universitario de Santa Catalina
- Hospital Pirogov[44]
- Hospital Lozenetz[45]
- Hospital Universitario Aleksandrovska

## Transporte e infraestructuras
Gracias a su infraestructura bien desarrollada y a su estratégica localización, Sofía es un importante centro para las rutas ferroviarias y de automóviles. Todos los principales tipos de transporte (excepto los acuáticos), están representados en la ciudad, que cuenta con ocho estaciones de ferrocarriles, entre ellas la Estación Central de Sofía, que se encuentra muy cerca de la Estación Central de Autobuses. También existen otras estaciones de autobuses interurbanos que conectan con viajes internacionales desde diferentes partes de la ciudad. El aeropuerto de Sofía, situado a 11 km de distancia del centro de la ciudad, con su segunda terminal nueva, terminada en 2006, recibió 3,47 millones de pasajeros en 2011.

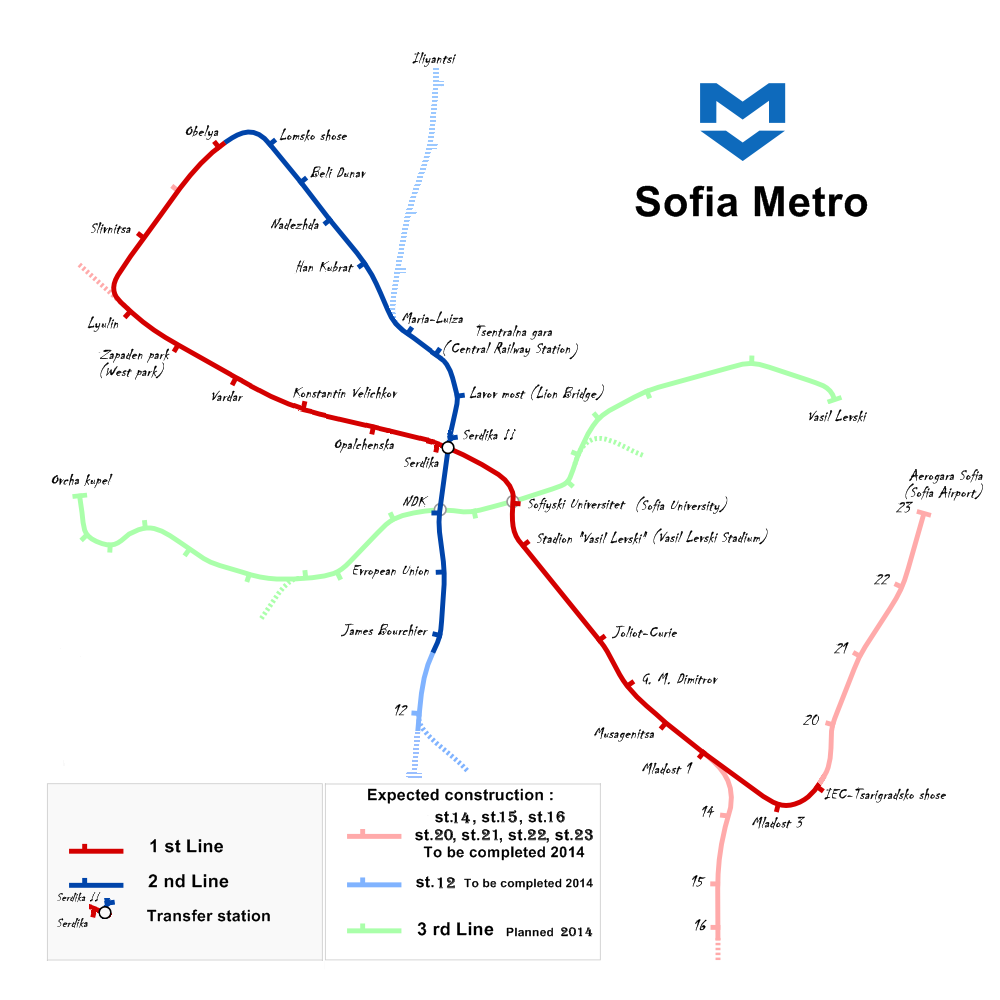
Plano del Metro de Sofía.

El transporte público de Sofía está bien desarrollado con una red de autobús (2380 km), tranvía (una red de 308 km) y trolebús (193 km), líneas que se ejecutan en todas las áreas de la ciudad, a pesar de que algunos de los vehículos están en malas condiciones. El Metro de Sofía comenzó a operar en 1998 y ahora cuenta con dos líneas y 27 estaciones. Desde 2012 el sistema cuenta con 31 kilómetros de vías. Seis nuevas estaciones fueron inauguradas en 2009, dos más en abril de 2012, y once más en agosto de ese mismo año. Las obras de construcción de la extensión de la primera línea están en marcha y se espera que lleguen al aeropuerto en 2014. Una tercera línea se encuentra actualmente en las últimas etapas de planificación y se espera que su construcción se inicie también en 2014. Esta línea completa el sistema de metro propuesto de tres líneas con unos 65 km de líneas. El plan maestro para el Metro de Sofía incluye tres líneas con un total de 63 estaciones.

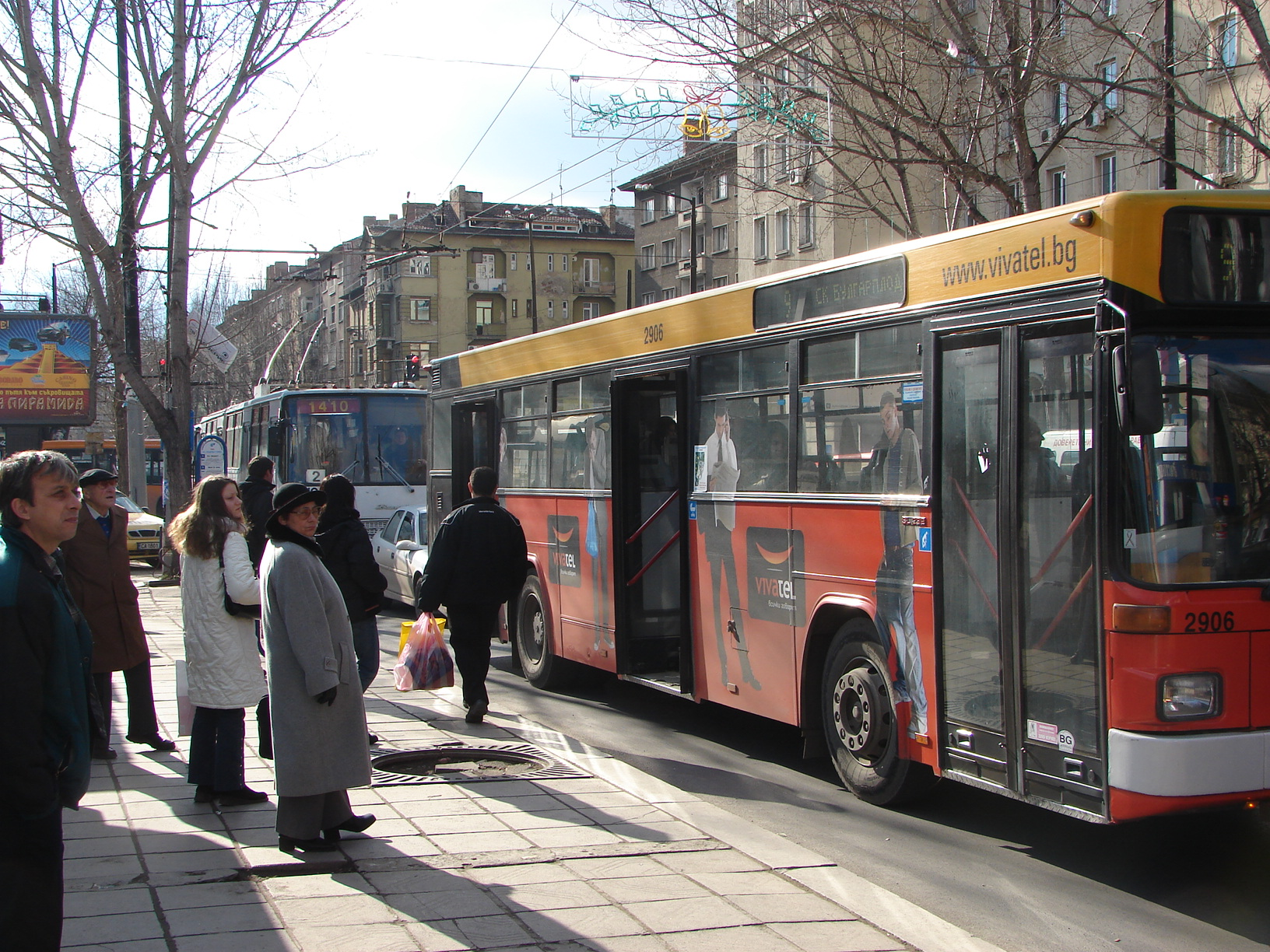
Servicio de autobús urbano en Sofía.

En los últimos años la marshrutka —una organización privada de camionetas de pasajeros— comenzó a servir rutas fijas y demostró ser un medio eficaz y popular de transporte por ser más rápido que el transporte público y más barato que los taxis. En 2005 habían 368 camionetas de este tipo y daban 48 líneas de servicio a la ciudad y sus suburbios. Hay alrededor de 13 000 taxis que operan en la ciudad y las tarifas son más bajas en comparación con otros países europeos, lo que hacen de esta forma de transporte asequible y popular entre una gran parte de la población de la ciudad.

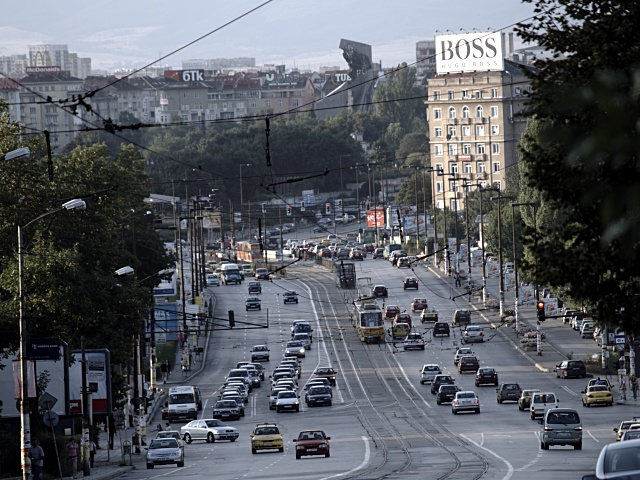
El bulevar Cherni Vrah sufre habitualmente congestión de tráfico.

La posesión de automóviles privados ha crecido rápidamente en la década de 1990, cuando más de un millón de vehículos fueron registrados en Sofía en 2002. La ciudad tiene el cuarto número más alto de automóviles por habitante de la Unión Europea con 546,4 vehículos por cada 1000 personas. La ciudad tenía muchas de sus calles en mal estado, pero esta situación se ha revertido notablemente en los últimos años. Hay diferentes avenidas y calles en la ciudad con una gran cantidad de tráfico, como Tsarigradsko shose, Cherni Vrah, Bulgaria, Slivnitsa y Todor Aleksandrov, así como la carretera de circunvalación de la ciudad, donde se forman atascos de forma habitual. A consecuencia de ello, se han agravado los problemas de tráfico y de contaminación en el aire, problemas que son objeto de críticas constantes en los medios de comunicación locales. La extensión de la red de metro se espera que alivie los graves problemas de tráfico de la ciudad.
Sofía tiene una enorme planta de cogeneración de energía eléctrica y térmica única en su clase. Prácticamente toda la ciudad (900 000 hogares y 5900 compañías) recibe energía térmica, utilizando calor residual de la generación eléctrica (3000 MW) y hornos térmicos alimentados con petróleo y gas, resultando en una capacidad térmica total de 4640 MW. La red de conductos de distribución térmica es de 900 km de largo y comprende 14 000 subestaciones.

## Deportes

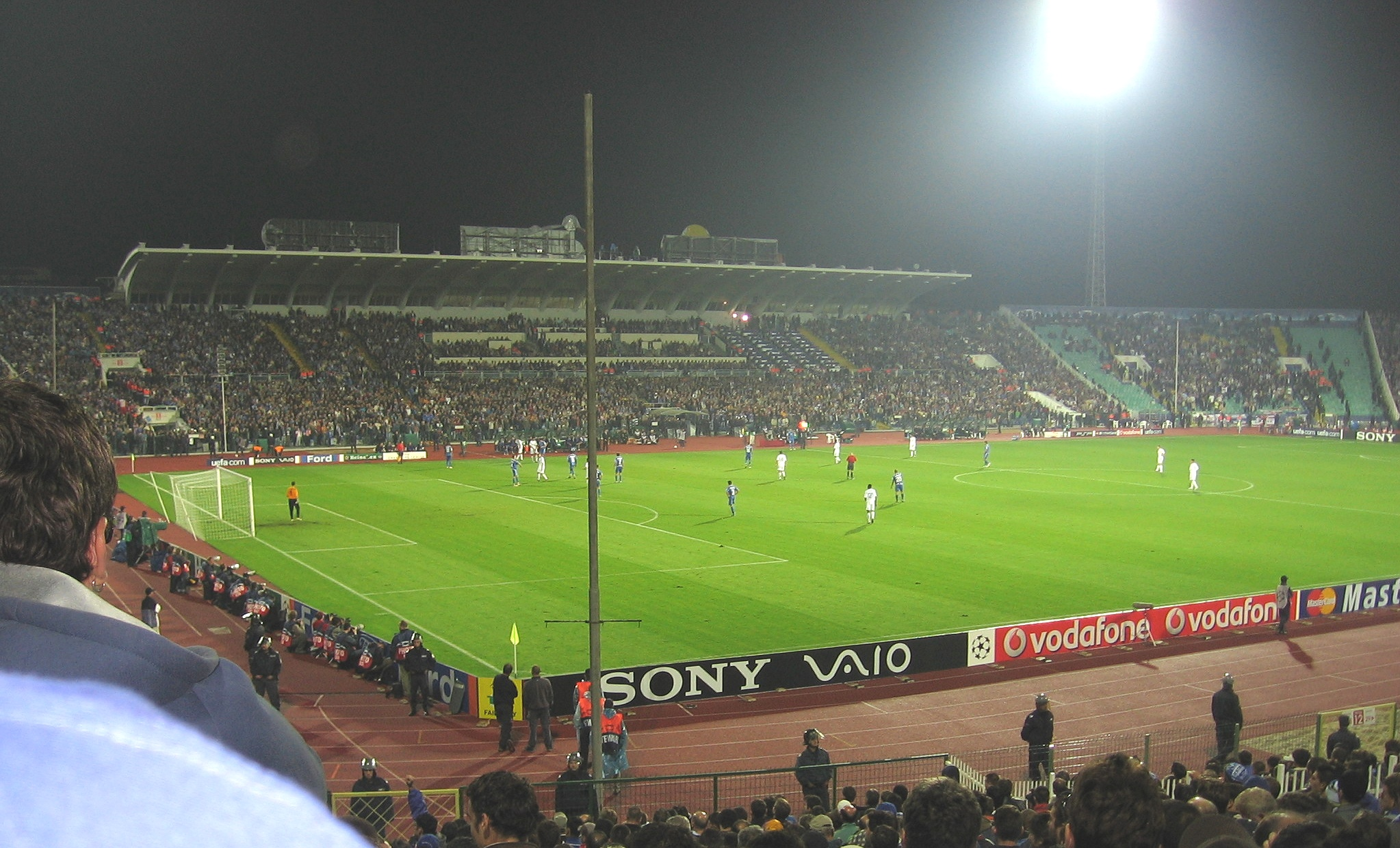
Encuentro de fútbol de primer nivel en Sofía entre el PFC Levski Sofia y el Chelsea F.C. en el Estadio Nacional Vasil Levski durante la Liga de Campeones de la UEFA 2006-07.

Siendo la capital del país, Sofía también es el centro de las actividades deportivas de Bulgaria, con un gran número de clubes polideportivos establecidos en la ciudad, incluyendo a varios de los más importantes del país, como el Levski Sofia, CSKA Sofía, Akademic Sofia, Spartak Sofia, Lokomotiv Sofia y Slavia Sofia. En el fútbol que es el deporte más popular en la ciudad, así como del país, destaca sobremanera el Derbi Eterno de Bulgaria disputado entre los dos principales equipos nacionales. Además el baloncesto y el voleibol también tienen mucha tradición en Sofía.
La Federación Búlgara de Voleibol es la segunda más antigua del mundo, y fue un torneo de exhibición organizado por la VBA en Sofía el que convenció al Comité Olímpico Internacional para incluir el voleibol como deporte olímpico en 1957. El tenis es cada vez más popular en Sofía y en la actualidad hay unos diez complejos que cuentan con pistas de tenis dentro de la ciudad, como la fundada por la ex top-ten WTA tenista Magdalena Maleeva.
Sofía se postuló para organizar los Juegos Olímpicos de Invierno en 1992 y 1994, terminando en segundo y tercer lugar, respectivamente. La ciudad también presentó su candidatura para los Juegos Olímpicos de 2014, pero no fue seleccionada como candidata. Además, Sofía fue sede del Eurobasket de 1957 y de las Universiadas de verano de 1961 y 1977, así como de las versiones invernales de 1983 y 1989. En 2012 fue la sede de las finales de la Liga Mundial de Voleibol.
La capital, de igual forma, es la sede de un gran número de recintos deportivos, incluyendo al Estadio Nacional Vasil Levski que puede dar cabida a 43 000 espectadores y alberga a la mayor parte de los grandes eventos al aire libre de Bulgaria; destacan también el Estadio Georgi Asparuhov del Levski Sofia, el Estadio Balgarska Armiya del CSKA Sofía y el Estadio Ovcha Kupel del Slavia Sofia. 
El pabellón Arena Armeets Sofía es la sede de muchos de los eventos de interior y tiene una capacidad de hasta 19 000 personas en función de su uso. Fue inaugurado el 30 de julio de 2011, y el primer evento que acogió fue un partido amistoso de voleibol entre Bulgaria y Serbia. Hay además dos complejos de patinaje sobre hielo, el palacio de deportes de Invierno, con una capacidad para 4000 espectadores y el Estadio de invierno Slavia con una capacidad de 2000, ambos con dos pistas cada uno. En el parque central de la ciudad se encuentra actualmente en renovación un velódromo con 5000 asientos.
Hay también varios complejos deportivos de la ciudad que pertenecen a instituciones distintas de los clubes de fútbol, como las de la Academia Nacional de Deportes, la Academia de Ciencias de Bulgaria, o los de diferentes universidades. Hay más de quince complejos de natación de la ciudad, la mayoría de ellos al aire libre. Casi todos ellos fueron construidos como sedes de competición, por lo que cuentan con asientos para varios cientos de personas. Hay dos campos de golf justo al este de Sofía, en Elin Pelin (St Sofía club) y en Ihtiman (Air Sofia club) así como un club de equitación.
| Predecesor: Turín | Universiadas 1961 | Sucesor: Porto Alegre     |
| Predecesor: Roma  | Universiadas 1977 | Sucesor: Ciudad de México |

## Medios de comunicación
En Sofía tienen su sede algunas de las más grandes y populares compañías de telecomunicaciones, estaciones de radio y televisión, compañías de televisión por cable, periódicos, revistas y portales web del país. Algunas compañías y canales de televisión incluyen a la Televisión Nacional Búlgara (que presenta BNT Canal 1 y TV Bulgaria), bTV y Nova Television, entre otras. Periódicos de importante circulación incluyen al 24 chasa, Trud, Sega entre otros.

## Ciudades hermanadas
Sofía tiene acuerdos de hermanamiento con las siguientes ciudades:
- Argel (Argelia)
- Ankara (Turquía)
- Berlín (Alemania)
- Bratislava (Eslovaquia)
- Bruselas (Bélgica)
- Bucarest (Rumanía)
- Budapest (Hungría)
- Bursa (Turquía)
- Helsinki (Finlandia)
- Karlovac (Croacia)
- Kiev (Ucrania)
- Londres (Reino Unido)
- Madrid (España)
- Kahramanmaraş (Turquía)
- Milán (Italia)
- Moscú (Rusia)
- París (Francia)
- Pittsburgh (Estados Unidos)
- Praga (República Checa)
- San Petersburgo (Rusia)
- Salalah (Omán, desde el 4 de agosto de 2011)
- Tel Aviv (Israel)
- Tirana (Albania)[67][68]
- Varsovia (Polonia)
- Ereván (Armenia)
- Amán (Jordania)

### Nombramientos
| Predecesor: Konya | Capital del deporte del mundo 2024 | Sucesor: |